# Tour de Colombie 2021
La 71e édition du Tour de Colombie a lieu du 16 au 25 avril 2021. La Vuelta a Colombia 2021 Ministerio del Deporte (nom officiel) est inscrite au calendrier de l'UCI America Tour 2021. Cette édition a été remportée par José Tito Hernández du Team Medellín.

## Équipes
| Équipes continentales (5)- Colnago CM Team - Medellín - Pio Rico Cycling Team - Canel's-ZeroUno - Panamá es Cultura y Valores Équipes amateurs (20)- EPM-Scott - Idea-Antioqueño-Lotería de Medellín - Colombia Tierra de Atletas-GW - Movistar Team Ecuador - UAE Team Colombia - Supergiros-Alcaldía de Manizales - Sundark Arawak - Gob. del Tolima-Tolima Es Pasión - Liga Cundinamarca Indeportes-Néctar - EBSA Empresa de Energía Boyacá - Herrera Sport-Ropa Deportiva - Bicicletas Strongman-Relojes G Force - Recapi-Llaneros - Fundación Esteban Chaves - Team Cartagena-Liga de Bolívar - Soñando Colombia - Liro-Alcaldía de La Vega - Boyacá-Construcciones Zea-Faro - Fundación Depormundo - Ediciones Mar-Alcaldía Santana Irdet |
| |

## Étapes
| Étape     | Date    | Villes étapes             | type                        | Distance (km) | Vainqueur d'étape | Leader du classement général |
| --------- | ------- | ------------------------- | --------------------------- | ------------- | ----------------- | ---------------------------- |
| Prologue  | 16 avr. | Yopal – Yopal             | contre-la-montre individuel | 7,6           | Óscar Sevilla     | Óscar Sevilla                |
| 1re étape | 17 avr. | Yopal – Yopal             | étape vallonnée             | 188,1         | Nelson Soto       | Óscar Sevilla                |
| 2e étape  | 18 avr. | Paipa – Tocancipá         | étape vallonnée             | 140,2         | Carlos Chía       | Bryan Gómez                  |
| 3e étape  | 19 avr. | Mosquera – Ibagué         | étape de moyenne montagne   | 181,1         | Brayan Sánchez    | Óscar Sevilla                |
| 4e étape  | 20 avr. | Ibagué – Alto de La Línea | étape de montagne           | 122,2         | Yesid Pira        | Yesid Pira                   |
| 5e étape  | 21 avr. | Armenia – Belalcázar      | étape de moyenne montagne   | 146           | Aldemar Reyes     | Yesid Pira                   |
| 6e étape  | 22 avr. | Chinchiná – Manizales     | contre-la-montre en côte    | 19,8          | Brayan Sánchez    | Juan Pablo Suárez            |
| 7e étape  | 23 avr. | Manizales – Mariquita     | étape de montagne           | 118,8         | Robinson Chalapud | Juan Pablo Suárez            |
| 8e étape  | 24 avr. | Mariquita – Alto del Vino | étape de montagne           | 140,4         | Darwin Atapuma    | José Tito Hernández          |
| 9e étape  | 25 avr. | Bogota – Bogota           | étape de plaine             | 126           | Óscar Quiroz      | José Tito Hernández          |

## Récit de la course

### Prologue
Óscar Sevilla remporte le contre-la-montre inaugural et s'empare, du même coup, du maillot orange de leader.
| \| Classement de l'étape \| Classement de l'étape \| Classement de l'étape \| Classement de l'étape \| Classement de l'étape \| \| Coureur \| Coureur \| Pays \| Équipe \| Temps \| \| --------------------- \| --------------------- \| --------------------- \| ----------------------------------- \| --------------------- \| \| 1er \| Óscar Sevilla \| Espagne \| Medellín-EPM \| 8 min 43 s \| \| 2e \| Fabio Duarte \| Colombie \| Medellín-EPM \| + 2 s \| \| 3e \| Bryan Gómez \| Colombie \| Supergiros-Alcaldía de Manizales \| + 3 s \| \| 4e \| Daniel Jaramillo \| Colombie \| Idea-Antioqueño-Lotería de Medellín \| + 10 s \| \| 5e \| José Tito Hernández \| Colombie \| Medellín-EPM \| + 15 s \| \| 6e \| Hernando Bohórquez \| Colombie \| EPM-Scott \| + 15 s \| \| 7e \| Franklin Archibold \| Panama \| Panamá es Cultura y Valores \| + 16 s \| \| 8e \| Didier Chaparro \| Colombie \| Supergiros-Alcaldía de Manizales \| + 19 s \| \| 9e \| Rafael Pineda \| Colombie \| Colnago CM Team \| + 19 s \| \| 10e \| Frank Osorio \| Colombie \| \| + 20 s \| |                     |          |                                     |            |
| |                     |          |                                     |            |
| Source : ProCyclingStats |                     |          |                                     |            |
| Classement de l'étape |                     |          |                                     |            |
| Coureur | Coureur             | Pays     | Équipe                              | Temps      |
| 1er | Óscar Sevilla       | Espagne  | Medellín-EPM                        | 8 min 43 s |
| 2e | Fabio Duarte        | Colombie | Medellín-EPM                        | + 2 s      |
| 3e | Bryan Gómez         | Colombie | Supergiros-Alcaldía de Manizales    | + 3 s      |
| 4e | Daniel Jaramillo    | Colombie | Idea-Antioqueño-Lotería de Medellín | + 10 s     |
| 5e | José Tito Hernández | Colombie | Medellín-EPM                        | + 15 s     |
| 6e | Hernando Bohórquez  | Colombie | EPM-Scott                           | + 15 s     |
| 7e | Franklin Archibold  | Panama   | Panamá es Cultura y Valores         | + 16 s     |
| 8e | Didier Chaparro     | Colombie | Supergiros-Alcaldía de Manizales    | + 19 s     |
| 9e | Rafael Pineda       | Colombie | Colnago CM Team                     | + 19 s     |
| 10e | Frank Osorio        | Colombie |                                     | + 20 s     |

| \| Classement général \| Classement général \| Classement général \| Classement général \| Classement général \| \| Coureur \| Coureur \| Pays \| Équipe \| Temps \| \| ------------------ \| ------------------- \| ------------------ \| ----------------------------------- \| ------------------ \| \| 1er \| Óscar Sevilla \| Espagne \| Medellín-EPM \| 8 min 43 s \| \| 2e \| Fabio Duarte \| Colombie \| Medellín-EPM \| + 2 s \| \| 3e \| Bryan Gómez \| Colombie \| Supergiros-Alcaldía de Manizales \| + 3 s \| \| 4e \| Daniel Jaramillo \| Colombie \| Idea-Antioqueño-Lotería de Medellín \| + 10 s \| \| 5e \| José Tito Hernández \| Colombie \| Medellín-EPM \| + 15 s \| \| 6e \| Hernando Bohórquez \| Colombie \| EPM-Scott \| + 15 s \| \| 7e \| Franklin Archibold \| Panama \| Panamá es Cultura y Valores \| + 16 s \| \| 8e \| Didier Chaparro \| Colombie \| Supergiros-Alcaldía de Manizales \| + 19 s \| \| 9e \| Rafael Pineda \| Colombie \| Colnago CM Team \| + 19 s \| \| 10e \| Frank Osorio \| Colombie \| \| + 20 s \| |                     |          |                                     |            |
| |                     |          |                                     |            |
| Source : ProCyclingStats |                     |          |                                     |            |
| Classement général |                     |          |                                     |            |
| Coureur | Coureur             | Pays     | Équipe                              | Temps      |
| 1er | Óscar Sevilla       | Espagne  | Medellín-EPM                        | 8 min 43 s |
| 2e | Fabio Duarte        | Colombie | Medellín-EPM                        | + 2 s      |
| 3e | Bryan Gómez         | Colombie | Supergiros-Alcaldía de Manizales    | + 3 s      |
| 4e | Daniel Jaramillo    | Colombie | Idea-Antioqueño-Lotería de Medellín | + 10 s     |
| 5e | José Tito Hernández | Colombie | Medellín-EPM                        | + 15 s     |
| 6e | Hernando Bohórquez  | Colombie | EPM-Scott                           | + 15 s     |
| 7e | Franklin Archibold  | Panama   | Panamá es Cultura y Valores         | + 16 s     |
| 8e | Didier Chaparro     | Colombie | Supergiros-Alcaldía de Manizales    | + 19 s     |
| 9e | Rafael Pineda       | Colombie | Colnago CM Team                     | + 19 s     |
| 10e | Frank Osorio        | Colombie |                                     | + 20 s     |

Óscar Sevilla réédite sa performance du Tour de Colombie 2019, où il avait remporté le prologue dans Yopal. Il avait déjà réussi cette prestation en 2016 dans le département de Bolívar.

Sous de fortes températures, se dispute la première journée du Tour de Colombie (première épreuve du calendrier national colombien), un contre-la-montre de 7,6 kilomètres dans les rues du chef-lieu du département de Casanare. Un à un, les 173 participants officiellement engagés ont sillonné l'asphalte surchauffé d'un parcours plat au revêtement en parfait état,. Le premier à s'élancer, peu après midi, est Carlos Vargas de la formation Edimar. Il effectue le parcours en 10 min 12 s. Quelques minutes après, Julián Osorio (Bicistrongman) réalise 9 min 15 s et prend la tête du classement provisoire. "Chrono" aussitôt battu par Pedro Herrera (EBSA) en 9 min 13 s. Moins de deux minutes plus tard, Bryan Gómez (SuperGiros) effectue l'effort solitaire en 8 min 46 s. Il devient leader de la course pendant près d'une heure jusqu'à l'arrivée d'Óscar Sevilla. Favori pour s'imposer dans le prologue et seul à même de détrôner le Vallecaucano, Sevilla réalise 8 min 43 s et ôte trois secondes au meilleur temps du jour. Bien qu'il reste cent coureurs à partir, aucun ne réussit à battre le temps du Colombo-espagnol. Son coéquipier Fabio Duarte est le plus proche avec 8 min 45 s. Il échoue à deux secondes de son leader et à la deuxième place du classement,. Les membres du Team Medellín prennent un premier avantage pour la conquête du titre, remporté l'année passée par Diego Camargo. Ils obtiennent au moins trente secondes d'avantage sur des rivaux comme Javier Jamaica, Didier Merchán, Juan Pablo Suárez, Danny Osorio ou Alexander Gil. Temps perdu qu'il faudra récupérer en montagne,. Alors que Hernando Bohórquez, sixième à quinze secondes, ainsi que Didier Chaparro (SuperGiros) et le meilleur Espoir du jour Rafael Pineda (Colnago CM Team), huitième et neuvième de l'étape, à dix-neuf secondes, s'en sortent mieux. D'ailleurs au temps intermédiaire placé au km 3,8, Pineda n'était devancé que par Bryan Gómez et par son coéquipier Juan Diego Hoyos de trois et une secondes (Gómez ayant réalisé le meilleur temps en 4 min 27 s). Rafael Pineda est le seul moins de 23 ans à entrer dans les dix premiers tandis que le Panaméen Franklin Archibold, septième, est le deuxième étranger classé. Les sept hommes du Team Medellín ont tous réalisé une performance remarquable puisque outre Sevilla et Duarte, José Tito Hernández termine aussi dans les cinq premiers et tous finissent dans les trente meilleurs. Óscar Sevilla, en remportant sa dixième victoire d'étape, égale le champion olympique José Beyaert, coureur étranger ayant gagné le plus d'étapes sur le Tour de Colombie (tout en signalant que Sevilla a eu trois autres victoires retirées pour dopage en 2010 et 2011).

### 1reétape
Nelson Soto s'adjuge l'étape tandis qu'Óscar Sevilla conserve sa place de leader du classement général.
| \| Classement de l'étape \| Classement de l'étape \| Classement de l'étape \| Classement de l'étape \| Classement de l'étape \| \| Coureur \| Coureur \| Pays \| Équipe \| Temps \| \| --------------------- \| --------------------- \| --------------------- \| ---------------------------------------- \| --------------------- \| \| 1er \| Nelson Soto \| Colombie \| Colombia Tierra de Atletas-GW Bicicletas \| 4 h 21 min 42 s \| \| 2e \| Carlos Chía \| Colombie \| Colnago CM Team \| + 0 s \| \| 3e \| Jordan Parra \| Colombie \| Soñando Colombia \| + 0 s \| \| 4e \| Diego Ochoa \| Colombie \| EPM-Scott \| + 0 s \| \| 5e \| Bryan Gómez \| Colombie \| Supergiros-Alcaldía de Manizales \| + 0 s \| \| 6e \| Aldemar Reyes \| Colombie \| EPM-Scott \| + 0 s \| \| 7e \| Hernando Bohórquez \| Colombie \| EPM-Scott \| + 0 s \| \| 8e \| Wilmar Molina \| Colombie \| Fundación Depormundo \| + 0 s \| \| 9e \| Óscar Pachón \| Colombie \| Sundark Arawak \| + 0 s \| \| 10e \| Adrián Bustamante \| Colombie \| Kelly-Simoldes-UDO \| + 0 s \| |                    |          |                                          |                 |
| |                    |          |                                          |                 |
| Source : ProCyclingStats |                    |          |                                          |                 |
| Classement de l'étape |                    |          |                                          |                 |
| Coureur | Coureur            | Pays     | Équipe                                   | Temps           |
| 1er | Nelson Soto        | Colombie | Colombia Tierra de Atletas-GW Bicicletas | 4 h 21 min 42 s |
| 2e | Carlos Chía        | Colombie | Colnago CM Team                          | + 0 s           |
| 3e | Jordan Parra       | Colombie | Soñando Colombia                         | + 0 s           |
| 4e | Diego Ochoa        | Colombie | EPM-Scott                                | + 0 s           |
| 5e | Bryan Gómez        | Colombie | Supergiros-Alcaldía de Manizales         | + 0 s           |
| 6e | Aldemar Reyes      | Colombie | EPM-Scott                                | + 0 s           |
| 7e | Hernando Bohórquez | Colombie | EPM-Scott                                | + 0 s           |
| 8e | Wilmar Molina      | Colombie | Fundación Depormundo                     | + 0 s           |
| 9e | Óscar Pachón       | Colombie | Sundark Arawak                           | + 0 s           |
| 10e | Adrián Bustamante  | Colombie | Kelly-Simoldes-UDO                       | + 0 s           |

| \| Classement général \| Classement général \| Classement général \| Classement général \| Classement général \| \| Coureur \| Coureur \| Pays \| Équipe \| Temps \| \| ------------------ \| ------------------- \| ------------------ \| ----------------------------------- \| ------------------ \| \| 1er \| Óscar Sevilla \| Espagne \| Medellín-EPM \| 4 h 30 min 25 s \| \| 2e \| Fabio Duarte \| Colombie \| Medellín-EPM \| + 2 s \| \| 3e \| Bryan Gómez \| Colombie \| Supergiros-Alcaldía de Manizales \| + 3 s \| \| 4e \| Daniel Jaramillo \| Colombie \| Idea-Antioqueño-Lotería de Medellín \| + 10 s \| \| 5e \| José Tito Hernández \| Colombie \| Medellín-EPM \| + 15 s \| \| 6e \| Hernando Bohórquez \| Colombie \| EPM-Scott \| + 15 s \| \| 7e \| Franklin Archibold \| Panama \| Panamá es Cultura y Valores \| + 16 s \| \| 8e \| Didier Chaparro \| Colombie \| Supergiros-Alcaldía de Manizales \| + 19 s \| \| 9e \| Rafael Pineda \| Colombie \| Colnago CM Team \| + 19 s \| \| 10e \| Frank Osorio \| Colombie \| \| + 20 s \| |                     |          |                                     |                 |
| |                     |          |                                     |                 |
| Source : ProCyclingStats |                     |          |                                     |                 |
| Classement général |                     |          |                                     |                 |
| Coureur | Coureur             | Pays     | Équipe                              | Temps           |
| 1er | Óscar Sevilla       | Espagne  | Medellín-EPM                        | 4 h 30 min 25 s |
| 2e | Fabio Duarte        | Colombie | Medellín-EPM                        | + 2 s           |
| 3e | Bryan Gómez         | Colombie | Supergiros-Alcaldía de Manizales    | + 3 s           |
| 4e | Daniel Jaramillo    | Colombie | Idea-Antioqueño-Lotería de Medellín | + 10 s          |
| 5e | José Tito Hernández | Colombie | Medellín-EPM                        | + 15 s          |
| 6e | Hernando Bohórquez  | Colombie | EPM-Scott                           | + 15 s          |
| 7e | Franklin Archibold  | Panama   | Panamá es Cultura y Valores         | + 16 s          |
| 8e | Didier Chaparro     | Colombie | Supergiros-Alcaldía de Manizales    | + 19 s          |
| 9e | Rafael Pineda       | Colombie | Colnago CM Team                     | + 19 s          |
| 10e | Frank Osorio        | Colombie |                                     | + 20 s          |

Nelson Soto (Colombia Tierra de Atletas - GW Bicicletas) justifie les pronostics en remportant sa sixième victoire d'étape à l'issue d'un sprint massif.

À la différence de la veille, la journée commence sous des températures fraîches car les 173 concurrents affrontent une forte pluie au départ de Yopal. L'étape mène les coureurs vers Pore et Paz de Ariporo d'où ils retournent vers la capitale du département de Casanare, après 188,1 kilomètres d'effort. Les concurrents démarrent sur un rythme modéré en raison des risques qu'engendrent une chaussée mouillée. Cependant la température s'élevant, la route s'asséchant, les premières escarmouches se produisent. Le Mexicain Ignacio Prado (Canel's-ZeroUno), Steven Cuesta (Sundark) et Sebastián Lesmes (Team Recapi-Llaneros) sont les premiers à lancer une attaque et à former la première échappée d'envergure. Combative la triplette obtient plus de quatre minutes d'avance et se dispute les sprints intermédiaires qui jalonnent la deuxième journée de cette 71e édition. Parti dans la fugue avec cet objectif, Steven Cuesta remporte les trois tandis qu'Ignacio Prado termine à chaque fois deuxième. Alors que Sebastián Lesmes, troisième aux deux premiers, est repris par le peloton avant le dernier sprint. Le peloton, avec à sa tête les UAE Team Colombia (es), les Colnago, les Colombia Tierra de Atletas et les membres de  Soñando Colombia, s'attache à réduire l'écart pour effectuer la jonction avec le duo de tête dans les quinze derniers kilomètres (Pardo étant le dernier à résister). Dès lors le peloton subit de nombreuses attaques et neuf coureurs tentent l'échappée sans réussite avec des hommes comme Sebastián Castaño (Orgullo Paisa), Róbigzon Oyola (Team Medellín) ou Julián Osorio (Bicistrongman), qui tentera même de finir seul, mais en pure perte. Finalement, le groupe termine compact les ultimes kilomètres. Les meilleurs spécialistes des arrivées massives se placent aux avant-postes pour l'emballage final. Bryan Gómez (SuperGiros), Diego Ochoa (EPM - Scott), Jordan Parra (Soñando Colombia), Carlos Chía (Colnago) et Nelson Soto sont quelques uns des coureurs qui se disputent la victoire. Mais c'est ce dernier qui se révèle le plus rapide sur la ligne d'arrivée, devant Chía et Parra respectivement deuxième et troisième (Parra ayant anticipé l'effort des deux précédents pour les surprendre, sans aboutir). Première victoire pour l'équipe de Luis Alfonso Cely, qui vient de gagner la Vuelta de la Juventud avec Jesús David Peña et qui débarque sur cette Vuelta a Colombia UCI 2.2 avec l'intention de remporter quelques succès. Le leader Óscar Sevilla (Team Medellín) finit en dix-huitième place l'étape, dans le même temps que Soto, ce qui lui permet de maintenir sa position.

### 2eétape
Carlos Chía gagne l'étape et Bryan Gómez s'empare du maillot orange de leader.
| \| Classement de l'étape \| Classement de l'étape \| Classement de l'étape \| Classement de l'étape \| Classement de l'étape \| \| Coureur \| Coureur \| Pays \| Équipe \| Temps \| \| --------------------- \| ------------------------ \| --------------------- \| ---------------------------------------- \| --------------------- \| \| 1er \| Carlos Chía \| Colombie \| Colnago CM Team \| 3 h 15 min 21 s \| \| 2e \| Diego Ochoa \| Colombie \| EPM-Scott \| + 0 s \| \| 3e \| Bryan Gómez \| Colombie \| Supergiros-Alcaldía de Manizales \| + 0 s \| \| 4e \| Julián Molano \| Colombie \| Soñando Colombia \| + 0 s \| \| 5e \| Ignacio Prado \| Mexique \| Canel's-ZeroUno \| + 0 s \| \| 6e \| David Villareal \| Équateur \| Movistar Team Ecuador \| + 0 s \| \| 7e \| Félix Barón \| Colombie \| Team Cartagena-Liga de Bolívar \| + 0 s \| \| 8e \| Nelson Soto \| Colombie \| Colombia Tierra de Atletas-GW Bicicletas \| + 0 s \| \| 9e \| Juan Santiago Busaquillo \| Colombie \| Fundación Depormundo \| + 0 s \| \| 10e \| Jordan Parra \| Colombie \| Soñando Colombia \| + 0 s \| |                          |          |                                          |                 |
| |                          |          |                                          |                 |
| Source : ProCyclingStats |                          |          |                                          |                 |
| Classement de l'étape |                          |          |                                          |                 |
| Coureur | Coureur                  | Pays     | Équipe                                   | Temps           |
| 1er | Carlos Chía              | Colombie | Colnago CM Team                          | 3 h 15 min 21 s |
| 2e | Diego Ochoa              | Colombie | EPM-Scott                                | + 0 s           |
| 3e | Bryan Gómez              | Colombie | Supergiros-Alcaldía de Manizales         | + 0 s           |
| 4e | Julián Molano            | Colombie | Soñando Colombia                         | + 0 s           |
| 5e | Ignacio Prado            | Mexique  | Canel's-ZeroUno                          | + 0 s           |
| 6e | David Villareal          | Équateur | Movistar Team Ecuador                    | + 0 s           |
| 7e | Félix Barón              | Colombie | Team Cartagena-Liga de Bolívar           | + 0 s           |
| 8e | Nelson Soto              | Colombie | Colombia Tierra de Atletas-GW Bicicletas | + 0 s           |
| 9e | Juan Santiago Busaquillo | Colombie | Fundación Depormundo                     | + 0 s           |
| 10e | Jordan Parra             | Colombie | Soñando Colombia                         | + 0 s           |

| \| Classement général \| Classement général \| Classement général \| Classement général \| Classement général \| \| Coureur \| Coureur \| Pays \| Équipe \| Temps \| \| ------------------ \| ------------------- \| ------------------ \| ---------------------------------------- \| ------------------ \| \| 1er \| Bryan Gómez \| Colombie \| Supergiros-Alcaldía de Manizales \| 7 h 45 min 45 s \| \| 2e \| Óscar Sevilla \| Espagne \| Medellín-EPM \| + 1 s \| \| 3e \| Fabio Duarte \| Colombie \| Medellín-EPM \| + 3 s \| \| 4e \| Daniel Jaramillo \| Colombie \| Idea-Antioqueño-Lotería de Medellín \| + 11 s \| \| 5e \| José Tito Hernández \| Colombie \| Medellín-EPM \| + 16 s \| \| 6e \| Hernando Bohórquez \| Colombie \| EPM-Scott \| + 16 s \| \| 7e \| Franklin Archibold \| Panama \| Panamá es Cultura y Valores \| + 17 s \| \| 8e \| Didier Chaparro \| Colombie \| Supergiros-Alcaldía de Manizales \| + 20 s \| \| 9e \| Rafael Pineda \| Colombie \| Colnago CM Team \| + 20 s \| \| 10e \| Óscar Quiroz \| Colombie \| Colombia Tierra de Atletas-GW Bicicletas \| + 21 s \| |                     |          |                                          |                 |
| |                     |          |                                          |                 |
| Source : ProCyclingStats |                     |          |                                          |                 |
| Classement général |                     |          |                                          |                 |
| Coureur | Coureur             | Pays     | Équipe                                   | Temps           |
| 1er | Bryan Gómez         | Colombie | Supergiros-Alcaldía de Manizales         | 7 h 45 min 45 s |
| 2e | Óscar Sevilla       | Espagne  | Medellín-EPM                             | + 1 s           |
| 3e | Fabio Duarte        | Colombie | Medellín-EPM                             | + 3 s           |
| 4e | Daniel Jaramillo    | Colombie | Idea-Antioqueño-Lotería de Medellín      | + 11 s          |
| 5e | José Tito Hernández | Colombie | Medellín-EPM                             | + 16 s          |
| 6e | Hernando Bohórquez  | Colombie | EPM-Scott                                | + 16 s          |
| 7e | Franklin Archibold  | Panama   | Panamá es Cultura y Valores              | + 17 s          |
| 8e | Didier Chaparro     | Colombie | Supergiros-Alcaldía de Manizales         | + 20 s          |
| 9e | Rafael Pineda       | Colombie | Colnago CM Team                          | + 20 s          |
| 10e | Óscar Quiroz        | Colombie | Colombia Tierra de Atletas-GW Bicicletas | + 21 s          |

Un second sprint massif clôt la deuxième étape en ligne de l'épreuve. Non seulement, Carlos Chía (Colnago) remporte son premier succès mais il modifie le classement général avec la prise de pouvoir de Bryan Gómez (SuperGiros).

La deuxième étape se déroule entre les départements de Boyacá et de Cundinamarca. Le départ est donné de Paipa. Puis les coureurs passent par Tunja, Ventaquemada, Villapinzón, Chocontá, Gachancipá pour terminer à Tocancipá. Le parcours du jour compte un total de 140,2 kilomètres. Dès les premiers kilomètres disputés sous des températures assez fraîches, le rythme est endiablé avec de nombreuses velléités d'échappée. Mais le tempo imposé par le peloton voue à l'échec toutes ces tentatives. Cependant trois compétiteurs réussissent à s'en extraire et s'emparent de la tête de la course. Hernán Darío Gómez (Fundación Esteban Chaves), Dubán Bobadilla (Herrera Sport) et José Serpa (Team Cartagena) prennent la poudre d'escampette et même si plusieurs tentent de les rejoindre, leur rythme empêche tout retour. Ils se disputent le premier sprint intermédiaire (pour Serpa) et le premier col de la journée (pour Bobadilla). Dubán reste seul en pointe et est rejoint par ces deux premiers compagnons de fugue, qui se sont joints à une contre-attaque formée par Juan Diego Hoyos (Colnago), Steven Cuesta (Sundark), Pedro Herrera (EBSA), Elkin Malaver (Bicistrongman), Jordan Rodríguez (Movistar Ecuador) et Yecid Sierra (Néctar). Ils forment une échappée de neuf coureurs bientôt réduite à huit, Sierra étant retardé par un ennui mécanique. Les fugueurs obtiennent 2 min 20 s d'avance sur le peloton. Ils se disputent entre eux le deuxième prix de la montagne où Dubán Bobadilla passe de nouveau en tête. Le groupe principal réduit fortement l'écart et avant le deuxième sprint spécial fait la jonction. Seul Pedro Herrera ne s'avoue pas vaincu et repart en solitaire, il passe premier aux deux derniers sprints du jour (où pour la deuxième place Nelson Soto devance Steven Cuesta quelques kilomètres avant qu'Óscar Quiroz (Colombia Tierra de Atletas - GW Bicicletas) n'en fasse de même devant Juan Diego Hoyos). Dans l'ascension du troisième trophée des grimpeurs, Herrera est repris (malgré le renfort de Wilmar Castro (Indeportes Tolima)). Immédiatement s'enfuient Salvador Moreno (Orgullo Paisa), Óscar Pachón (Sundark) et Yesid Albeiro Pira (Alcaldía de La Vega). Ils créent un léger écart en leur faveur. Pira passe en premier au sommet de l'Alto del Sisga, devant Moreno et Pachón. Ce dernier se relève et laisse le duo caracoler en tête quelques kilomètres. Mais à dix kilomètres du terme, le peloton est groupé. Des équipes comme Colnago, EPM, SuperGiros, Soñando Colombia, Canel's, Colombia Tierra de Atletas et le Team Cartagena, intéressées par un sprint massif commence à replacer leur sprinteurs à l'avant du peloton. Alors que tout semble indiquer que Diego Ochoa (EPM Scott) va s'imposer, Chía apparait sur la gauche de la chaussée et le saute peu avant la ligne. Le Boyacense termine deuxième et le Vallecaucano Bryan Gómez troisième. En terminant sur le podium, ce dernier s'octroie les quatre secondes de bonifications attenantes. Ce qui lui permet de s'emparer de la tête du classement général,.

### 3eétape
Le Team Medellín fait coup double : l'étape pour Brayan Sánchez, le maillot de leader pour Óscar Sevilla.
| \| Classement de l'étape \| Classement de l'étape \| Classement de l'étape \| Classement de l'étape \| Classement de l'étape \| \| Coureur \| Coureur \| Pays \| Équipe \| Temps \| \| --------------------- \| --------------------- \| --------------------- \| ---------------------------------------- \| --------------------- \| \| 1er \| Brayan Sánchez \| Colombie \| Medellín-EPM \| 4 h 07 min 16 s \| \| 2e \| Aldemar Reyes \| Colombie \| EPM-Scott \| + 0 s \| \| 3e \| Alexander Gil \| Colombie \| Idea-Antioqueño-Lotería de Medellín \| + 0 s \| \| 4e \| Nelson Soto \| Colombie \| Colombia Tierra de Atletas-GW Bicicletas \| + 0 s \| \| 5e \| Juan Pablo Suárez \| Colombie \| EPM-Scott \| + 0 s \| \| 6e \| Óscar Sevilla \| Espagne \| Medellín-EPM \| + 0 s \| \| 7e \| Didier Chaparro \| Colombie \| Supergiros-Alcaldía de Manizales \| + 0 s \| \| 8e \| Róbigzon Oyola \| Colombie \| Medellín-EPM \| + 8 s \| \| 9e \| Rafael Pineda \| Colombie \| Colnago CM Team \| + 8 s \| \| 10e \| Walter Pedraza \| Colombie \| Team Cartagena-Liga de Bolívar \| + 8 s \| |                   |          |                                          |                 |
| |                   |          |                                          |                 |
| Source : ProCyclingStats |                   |          |                                          |                 |
| Classement de l'étape |                   |          |                                          |                 |
| Coureur | Coureur           | Pays     | Équipe                                   | Temps           |
| 1er | Brayan Sánchez    | Colombie | Medellín-EPM                             | 4 h 07 min 16 s |
| 2e | Aldemar Reyes     | Colombie | EPM-Scott                                | + 0 s           |
| 3e | Alexander Gil     | Colombie | Idea-Antioqueño-Lotería de Medellín      | + 0 s           |
| 4e | Nelson Soto       | Colombie | Colombia Tierra de Atletas-GW Bicicletas | + 0 s           |
| 5e | Juan Pablo Suárez | Colombie | EPM-Scott                                | + 0 s           |
| 6e | Óscar Sevilla     | Espagne  | Medellín-EPM                             | + 0 s           |
| 7e | Didier Chaparro   | Colombie | Supergiros-Alcaldía de Manizales         | + 0 s           |
| 8e | Róbigzon Oyola    | Colombie | Medellín-EPM                             | + 8 s           |
| 9e | Rafael Pineda     | Colombie | Colnago CM Team                          | + 8 s           |
| 10e | Walter Pedraza    | Colombie | Team Cartagena-Liga de Bolívar           | + 8 s           |

| \| Classement général \| Classement général \| Classement général \| Classement général \| Classement général \| \| Coureur \| Coureur \| Pays \| Équipe \| Temps \| \| ------------------ \| ------------------- \| ------------------ \| ----------------------------------- \| ------------------ \| \| 1er \| Óscar Sevilla \| Espagne \| Medellín-EPM \| 11 h 53 min 02 s \| \| 2e \| Fabio Duarte \| Colombie \| Medellín-EPM \| + 10 s \| \| 3e \| Aldemar Reyes \| Colombie \| EPM-Scott \| + 15 s \| \| 4e \| Brayan Sánchez \| Colombie \| Medellín-EPM \| + 16 s \| \| 5e \| Alexander Gil \| Colombie \| Idea-Antioqueño-Lotería de Medellín \| + 18 s \| \| 6e \| Daniel Jaramillo \| Colombie \| Idea-Antioqueño-Lotería de Medellín \| + 18 s \| \| 7e \| Didier Chaparro \| Colombie \| Supergiros-Alcaldía de Manizales \| + 19 s \| \| 8e \| Juan Pablo Suárez \| Colombie \| EPM-Scott \| + 21 s \| \| 9e \| José Tito Hernández \| Colombie \| Medellín-EPM \| + 23 s \| \| 10e \| Franklin Archibold \| Panama \| Panamá es Cultura y Valores \| + 24 s \| |                     |          |                                     |                  |
| |                     |          |                                     |                  |
| Source : ProCyclingStats |                     |          |                                     |                  |
| Classement général |                     |          |                                     |                  |
| Coureur | Coureur             | Pays     | Équipe                              | Temps            |
| 1er | Óscar Sevilla       | Espagne  | Medellín-EPM                        | 11 h 53 min 02 s |
| 2e | Fabio Duarte        | Colombie | Medellín-EPM                        | + 10 s           |
| 3e | Aldemar Reyes       | Colombie | EPM-Scott                           | + 15 s           |
| 4e | Brayan Sánchez      | Colombie | Medellín-EPM                        | + 16 s           |
| 5e | Alexander Gil       | Colombie | Idea-Antioqueño-Lotería de Medellín | + 18 s           |
| 6e | Daniel Jaramillo    | Colombie | Idea-Antioqueño-Lotería de Medellín | + 18 s           |
| 7e | Didier Chaparro     | Colombie | Supergiros-Alcaldía de Manizales    | + 19 s           |
| 8e | Juan Pablo Suárez   | Colombie | EPM-Scott                           | + 21 s           |
| 9e | José Tito Hernández | Colombie | Medellín-EPM                        | + 23 s           |
| 10e | Franklin Archibold  | Panama   | Panamá es Cultura y Valores         | + 24 s           |

À l'arrivée dans la capitale tolimense Ibagué, le vainqueur de l'étape est l'Antioqueño Brayan Sánchez, qui réalise le parcours en 4 h 7 min 16 s. Il est suivi par Aldemar Reyes (EPM-Scott) et Alexander Gil (Orgullo Paisa), qui terminent respectivement au deuxième et troisième rang, dans le même temps.

La troisième étape en ligne de la Vuelta a Colombia UCI 2.2. 2021 se déroule entre Mosquera (Cundinamarca) et la capital musical de Colombia, sur un itinéraire de 181,1 kilomètres avec deux prix de la montagne et trois sprints spéciaux à disputer. José Serpa (Team Cartagena), Juan Pablo Restrepo (Colnago), Miguel Mogollón (Alcaldía de La Vega) et Steven Cuesta (Sundark Arawak) prennent part à l'échappée du jour. Ces coureurs prennent suffisamment d'avance (supérieure à quatre minutes) pour obliger le groupe principal à entamer la poursuite rapidement. Dans les cinquante derniers kilomètres, un groupe, composé de Jhonny Millán et Elkin Malaver (Bicicletas Strongman), Banzer Bernal et Wilmar Castro (Indeportes Tolima), tente de faire la jonction avec les hommes de tête. Mais ils ne reviennent que sur Miguel Mogollón et Steven Cuesta. Dans les quarante derniers kilomètres, José Serpa et Juan Pablo Restrepo augmente le rythme et caracole en tête. Tandis que le sextet de Millán, Malaver, Bernal, Castro, Mogollón et Cuesta cherchent sans succès à établir la connexion. D'un commun accord, les formations Colombia Tierra de Atletas - GW Bicicletas, Team Medellín et EPM-Scott effectuent la poursuite sur les échappés, surtout que Juan Pablo Restrepo est leader virtuel de la compétition. Dans les vingt derniers kilomètres, le peloton rejoint le groupe intercalé et réduit l'écart avec le duo de fugueurs à deux minutes. Exténué par tous les efforts consentis auparavant sous les fortes chaleurs tolimenses, Restrepo ne peut suivre le tempo dicté par José Serpa et doit le laisser filer. Ce dernier se retrouve seul à dix-huit kilomètres du but. Mais le baroud du Sucreño est vain. Serpa est repris à six kilomètres du terme, devant le rythme imposé au peloton par les EPM-Scott. Dans un peloton de nouveau compact, les cinq derniers kilomètres voient les équipes préparer leurs trains de sprinteurs en vue de placer leurs meilleurs éléments en bonne position pour le sprint. Mais le peloton déjà fortement réduit se scinde encore dans les deux ascensions au fort pourcentage situés dans le dernier kilomètre. Celles-ci sont décisives pour bousculer la hiérarchie en haut du classement général. En effet, le leader Bryan Gómez (SuperGiros - Alcaldía de Manizales) ne peut se maintenir en tête et cède sa position face à Óscar Sevilla qui lui termine l'étape au sixième rang. Brayan Sánchez déclare avoir eu la confiance de son chef de file Sevilla pour jouer la victoire d'étape. Pour cela, il a pris la roue de Nelson Soto (Colombia Tierra de Atletas - GW Bicicletas) avant de s'en dégager pour s'imposer,.

### 4eétape
Yesid Pira prend le pouvoir en remportant l'étape.
| \| Classement de l'étape \| Classement de l'étape \| Classement de l'étape \| Classement de l'étape \| Classement de l'étape \| \| Coureur \| Coureur \| Pays \| Équipe \| Temps \| \| --------------------- \| --------------------- \| --------------------- \| ---------------------------------------- \| --------------------- \| \| 1er \| Yesid Pira \| Colombie \| Liro-Alcaldía de La Vega \| 3 h 38 min 08 s \| \| 2e \| Juan Pablo Suárez \| Colombie \| EPM-Scott \| + 1 min 00 s \| \| 3e \| José Tito Hernández \| Colombie \| Medellín-EPM \| + 1 min 07 s \| \| 4e \| Alexander Gil \| Colombie \| Idea-Antioqueño-Lotería de Medellín \| + 1 min 07 s \| \| 5e \| Didier Chaparro \| Colombie \| Supergiros-Alcaldía de Manizales \| + 1 min 28 s \| \| 6e \| Danny Osorio \| Colombie \| Idea-Antioqueño-Lotería de Medellín \| + 1 min 29 s \| \| 7e \| Freddy Montaña \| Colombie \| EPM-Scott \| + 1 min 41 s \| \| 8e \| Hernán Aguirre \| Colombie \| Colombia Tierra de Atletas-GW Bicicletas \| + 1 min 48 s \| \| 9e \| Aristóbulo Cala \| Colombie \| Sundark Arawak \| + 1 min 52 s \| \| 10e \| Aldemar Reyes \| Colombie \| EPM-Scott \| + 2 min 13 s \| |                     |          |                                          |                 |
| |                     |          |                                          |                 |
| Source : ProCyclingStats |                     |          |                                          |                 |
| Classement de l'étape |                     |          |                                          |                 |
| Coureur | Coureur             | Pays     | Équipe                                   | Temps           |
| 1er | Yesid Pira          | Colombie | Liro-Alcaldía de La Vega                 | 3 h 38 min 08 s |
| 2e | Juan Pablo Suárez   | Colombie | EPM-Scott                                | + 1 min 00 s    |
| 3e | José Tito Hernández | Colombie | Medellín-EPM                             | + 1 min 07 s    |
| 4e | Alexander Gil       | Colombie | Idea-Antioqueño-Lotería de Medellín      | + 1 min 07 s    |
| 5e | Didier Chaparro     | Colombie | Supergiros-Alcaldía de Manizales         | + 1 min 28 s    |
| 6e | Danny Osorio        | Colombie | Idea-Antioqueño-Lotería de Medellín      | + 1 min 29 s    |
| 7e | Freddy Montaña      | Colombie | EPM-Scott                                | + 1 min 41 s    |
| 8e | Hernán Aguirre      | Colombie | Colombia Tierra de Atletas-GW Bicicletas | + 1 min 48 s    |
| 9e | Aristóbulo Cala     | Colombie | Sundark Arawak                           | + 1 min 52 s    |
| 10e | Aldemar Reyes       | Colombie | EPM-Scott                                | + 2 min 13 s    |

| \| Classement général \| Classement général \| Classement général \| Classement général \| Classement général \| \| Coureur \| Coureur \| Pays \| Équipe \| Temps \| \| ------------------ \| ------------------- \| ------------------ \| ----------------------------------- \| ------------------ \| \| 1er \| Yesid Pira \| Colombie \| Liro-Alcaldía de La Vega \| 15 h 31 min 58 s \| \| 2e \| Juan Pablo Suárez \| Colombie \| EPM-Scott \| + 27 s \| \| 3e \| Alexander Gil \| Colombie \| Idea-Antioqueño-Lotería de Medellín \| + 37 s \| \| 4e \| José Tito Hernández \| Colombie \| Medellín-EPM \| + 38 s \| \| 5e \| Didier Chaparro \| Colombie \| Supergiros-Alcaldía de Manizales \| + 59 s \| \| 6e \| Danny Osorio \| Colombie \| Idea-Antioqueño-Lotería de Medellín \| + 1 min 15 s \| \| 7e \| Óscar Sevilla \| Espagne \| Medellín-EPM \| + 1 min 34 s \| \| 8e \| Aldemar Reyes \| Colombie \| EPM-Scott \| + 1 min 40 s \| \| 9e \| Freddy Montaña \| Colombie \| EPM-Scott \| + 1 min 44 s \| \| 10e \| Aristóbulo Cala \| Colombie \| Sundark Arawak \| + 1 min 50 s \| |                     |          |                                     |                  |
| |                     |          |                                     |                  |
| Source : ProCyclingStats |                     |          |                                     |                  |
| Classement général |                     |          |                                     |                  |
| Coureur | Coureur             | Pays     | Équipe                              | Temps            |
| 1er | Yesid Pira          | Colombie | Liro-Alcaldía de La Vega            | 15 h 31 min 58 s |
| 2e | Juan Pablo Suárez   | Colombie | EPM-Scott                           | + 27 s           |
| 3e | Alexander Gil       | Colombie | Idea-Antioqueño-Lotería de Medellín | + 37 s           |
| 4e | José Tito Hernández | Colombie | Medellín-EPM                        | + 38 s           |
| 5e | Didier Chaparro     | Colombie | Supergiros-Alcaldía de Manizales    | + 59 s           |
| 6e | Danny Osorio        | Colombie | Idea-Antioqueño-Lotería de Medellín | + 1 min 15 s     |
| 7e | Óscar Sevilla       | Espagne  | Medellín-EPM                        | + 1 min 34 s     |
| 8e | Aldemar Reyes       | Colombie | EPM-Scott                           | + 1 min 40 s     |
| 9e | Freddy Montaña      | Colombie | EPM-Scott                           | + 1 min 44 s     |
| 10e | Aristóbulo Cala     | Colombie | Sundark Arawak                      | + 1 min 50 s     |

Lors d'une journée marquée par le début de la haute montagne avec l'arrivée à l'Alto de La Línea (es), le jeune coureur boyacense Yesid Albeiro Pira (Alcaldía de La Vega) surprend le peloton (et bon nombre d'observateurs,). En plus de s'imposer dans l'étape, il dépossède du maillot orange de leader du classement général le Colombo-espagnol Óscar Sevilla (Team Medellín).

La quatrième étape se dispute entre la municipalité d'Ibagué et l'Alto de La Línea, sur 122,2 kilomètres. De la Plaza de Bolívar (es), où le départ est donné, trois sprints spéciaux et trois grand prix de la montagne attendent les concurrents. Une intense bataille entre les favoris pour le titre est attendue. Le peloton part à un bon rythme et, très tôt, les tentatives d'échappée se succèdent mais le groupe principal ne les permet pas. Jusqu'à ce qu'aux alentours du quinzième kilomètre, Jordan Parra (Soñando Colombia), Alejandro Ruiz (SuperGiros) et Ignacio Prado (Canel's) partent en échappée et se disputent entre eux le premier sprint spécial du jour, où Parra passe devant Prado et Ruiz. Ce trio va pour se disputer le deuxième sprint spécial lorsque le peloton le rejoint quasiment. Puisque Prado s'y impose mais devant Bryan Gómez (SuperGiros) et Julián Molano (Soñando Colombia). Ces deux-là forment un groupe de huit coureurs en pointe, avec le renfort de Jhon Iguavita (Soñando Colombia), Alejandro Ruiz (SuperGiros), Yonathan Eugenio (EBSA), Heimarhanz Ariza (Team Recapi), Jhonatan Rodríguez (Edimar) et Fredd Matute (Herrera Sport). Cette fugue est rapidement neutralisée. Puis ce sont sept autres concurrents qui tentent l'aventure : Jaime Chacón (Colnago), Adrián Bustamante (EPM-Scott), Diego Benavides et Robinson Ortega (Sundark), Diego Soracá et Pedro Herrera (EBSA) et Cristhian Talero (Herrera Sport). Ils prennent la tête de la course et obtiennent jusqu'à 2 min 50 s d'avance sur le peloton. Le troisième sprint spécial est pour Talero, devant Herrera et Chacón. Cristhian Talero insiste et s'isole en tête. Il franchit ainsi en solo le premier col du jour, l'Alto de Perico, suivi par Benavides et Soracá. L'unité de l'échappée ne survivant pas à l'ascension. Cheminant vers le deuxième col du jour, le peloton navigue a plus de deux minutes du duo de tête. Car Diego Benavides, parti seul dans la descente, voit Germán Chaves (EPM) le rejoindre peu avant le deuxième grand prix de la montagne. Chaves passe premier à l'Alto el Tigre, devant (encore) Benavides et Soracá. À vingt kilomètres de la ligne, se maintient en tête le duo Chaves-Benavides. Ce dernier lâche dès le début de l'ascension de La Línea, où Chaves reçoit le renfort de Robinson Chalapud (Team Medellín). Plus tard, c'est au tour de Frank Osorio (Orgullo Paisa) de faire le jonction. Osorio et Chaves ne restent pas avec Chalapud qui continue seul. Quelques hectomètres plus loin, il se fait rattraper par son coéquipier José Tito Hernández puis par Freddy Montaña (EPM-Scott), formant ainsi le nouveau trio de pointe. Les trois hommes se maintiennent en tête de la course dans l'ascension mais avec seulement quelques secondes d'avance sur le groupe des favoris avec des coureurs comme Juan Pablo Suárez (EPM-Scott), Danny Osorio, Alexander Gil et Sebastián Castaño (Orgullo Paisa), Aristóbulo Cala (Sundark) et Yesid Pira. La poursuite est menée par les Colombia Tierra de Atletas - GW Bicicletas qui imposent un rythme implacable, qui génère une importante quantité de lâchés chez leurs rivaux. Ils établissent la connexion dans les huit derniers kilomètres. Pira lance une brutale accélération un kilomètre plus loin. Tito et Montaña tentent bien de prendre sa roue mais ne peuvent suivre le rythme qu'impulse le jeune coureur de 21 ans. Nombre sont en difficulté comme par exemple Óscar Sevilla, dans un mauvais jour. Maintenant un rythme élevé et constant, Yesid Pira augmente son avance régulièrement sur ses opposants. Un groupe, mené par Freddy Montaña, tente de s'unir pour effectuer la poursuite et où subsistent José Tito Hernández, Juan Pablo Suárez, Alexander Gil et Danny Osorio, Didier Chaparro (SuperGiros), Hernán Aguirre (Colombia Tierra de Atletas-GW) et Aristóbulo Cala. En arrivant dans les dix premiers sur la ligne, Ils restent encore en lice pour la victoire final. Pira franchit la ligne d'arrivée en solitaire pour sa première victoire d'étape dans son Tour national. Il se vêt du même coup du maillot orange de leader. En plus, Pira prend la tête des classements annexes de la montagne, des moins de 23 ans, des néophytes et du meilleur colombien de l'épreuve. La deuxième place à une minute est pour Juan Pablo Suárez, qui se replace directement pour la victoire finale, après une grande étape de son équipe. Tandis que José Tito Hernández (Team Medellín), grand acteur dans l'ultime montée, arrive troisième à une minute et sept secondes de Yesid Pira. En difficulté dans la montée, Óscar Sevilla perd plus de deux minutes sur le vainqueur du jour et se retrouve maintenant septième au classement général. Yesid Pira a vingt-sept secondes d'avance sur son dauphin Juan Pablo Suárez et trente-sept sur Alexander Gil (quatrième de l'étape),,,.

### 5eétape
Aldemar Reyes gagne l'étape tandis que Yesid Pira réussit à conserver la tête du classement général.
| \| Classement de l'étape \| Classement de l'étape \| Classement de l'étape \| Classement de l'étape \| Classement de l'étape \| \| Coureur \| Coureur \| Pays \| Équipe \| Temps \| \| --------------------- \| --------------------- \| --------------------- \| ----------------------------------- \| --------------------- \| \| 1er \| Aldemar Reyes \| Colombie \| EPM-Scott \| 3 h 10 min 38 s \| \| 2e \| José Tito Hernández \| Colombie \| Medellín-EPM \| + 0 s \| \| 3e \| Alexander Gil \| Colombie \| Idea-Antioqueño-Lotería de Medellín \| + 5 s \| \| 4e \| Óscar Sevilla \| Espagne \| Medellín-EPM \| + 11 s \| \| 5e \| Didier Chaparro \| Colombie \| Supergiros-Alcaldía de Manizales \| + 12 s \| \| 6e \| Juan Pablo Suárez \| Colombie \| EPM-Scott \| + 12 s \| \| 7e \| Sebastián Castaño \| Colombie \| Idea-Antioqueño-Lotería de Medellín \| + 12 s \| \| 8e \| Danny Osorio \| Colombie \| Idea-Antioqueño-Lotería de Medellín \| + 12 s \| \| 9e \| Juan Diego Guerrero \| Colombie \| Soñando Colombia \| + 12 s \| \| 10e \| Yesid Pira \| Colombie \| Liro-Alcaldía de La Vega \| + 12 s \| |                     |          |                                     |                 |
| |                     |          |                                     |                 |
| Source : ProCyclingStats |                     |          |                                     |                 |
| Classement de l'étape |                     |          |                                     |                 |
| Coureur | Coureur             | Pays     | Équipe                              | Temps           |
| 1er | Aldemar Reyes       | Colombie | EPM-Scott                           | 3 h 10 min 38 s |
| 2e | José Tito Hernández | Colombie | Medellín-EPM                        | + 0 s           |
| 3e | Alexander Gil       | Colombie | Idea-Antioqueño-Lotería de Medellín | + 5 s           |
| 4e | Óscar Sevilla       | Espagne  | Medellín-EPM                        | + 11 s          |
| 5e | Didier Chaparro     | Colombie | Supergiros-Alcaldía de Manizales    | + 12 s          |
| 6e | Juan Pablo Suárez   | Colombie | EPM-Scott                           | + 12 s          |
| 7e | Sebastián Castaño   | Colombie | Idea-Antioqueño-Lotería de Medellín | + 12 s          |
| 8e | Danny Osorio        | Colombie | Idea-Antioqueño-Lotería de Medellín | + 12 s          |
| 9e | Juan Diego Guerrero | Colombie | Soñando Colombia                    | + 12 s          |
| 10e | Yesid Pira          | Colombie | Liro-Alcaldía de La Vega            | + 12 s          |

| \| Classement général \| Classement général \| Classement général \| Classement général \| Classement général \| \| Coureur \| Coureur \| Pays \| Équipe \| Temps \| \| ------------------ \| ------------------- \| ------------------ \| ----------------------------------- \| ------------------ \| \| 1er \| Yesid Pira \| Colombie \| Liro-Alcaldía de La Vega \| 18 h 42 min 48 s \| \| 2e \| José Tito Hernández \| Colombie \| Medellín-EPM \| + 20 s \| \| 3e \| Alexander Gil \| Colombie \| Idea-Antioqueño-Lotería de Medellín \| + 26 s \| \| 4e \| Juan Pablo Suárez \| Colombie \| EPM-Scott \| + 27 s \| \| 5e \| Didier Chaparro \| Colombie \| Supergiros-Alcaldía de Manizales \| + 59 s \| \| 6e \| Danny Osorio \| Colombie \| Idea-Antioqueño-Lotería de Medellín \| + 1 min 15 s \| \| 7e \| Aldemar Reyes \| Colombie \| EPM-Scott \| + 1 min 18 s \| \| 8e \| Óscar Sevilla \| Espagne \| Medellín-EPM \| + 1 min 33 s \| \| 9e \| Freddy Montaña \| Colombie \| EPM-Scott \| + 1 min 51 s \| \| 10e \| Aristóbulo Cala \| Colombie \| Sundark Arawak \| + 1 min 56 s \| |                     |          |                                     |                  |
| |                     |          |                                     |                  |
| Source : ProCyclingStats |                     |          |                                     |                  |
| Classement général |                     |          |                                     |                  |
| Coureur | Coureur             | Pays     | Équipe                              | Temps            |
| 1er | Yesid Pira          | Colombie | Liro-Alcaldía de La Vega            | 18 h 42 min 48 s |
| 2e | José Tito Hernández | Colombie | Medellín-EPM                        | + 20 s           |
| 3e | Alexander Gil       | Colombie | Idea-Antioqueño-Lotería de Medellín | + 26 s           |
| 4e | Juan Pablo Suárez   | Colombie | EPM-Scott                           | + 27 s           |
| 5e | Didier Chaparro     | Colombie | Supergiros-Alcaldía de Manizales    | + 59 s           |
| 6e | Danny Osorio        | Colombie | Idea-Antioqueño-Lotería de Medellín | + 1 min 15 s     |
| 7e | Aldemar Reyes       | Colombie | EPM-Scott                           | + 1 min 18 s     |
| 8e | Óscar Sevilla       | Espagne  | Medellín-EPM                        | + 1 min 33 s     |
| 9e | Freddy Montaña      | Colombie | EPM-Scott                           | + 1 min 51 s     |
| 10e | Aristóbulo Cala     | Colombie | Sundark Arawak                      | + 1 min 56 s     |

Dans la localité caldense de Belalcázar, le Boyacense Aldemar Reyes (EPM - Scott) s'impose alors qu'un autre Boyacense Yesid Pira (Alcaldía de La Vega) conserve le maillot de leader.

Le peloton prend le départ d'Armenia pour 146 kilomètres jusqu'à Belalcázar, avec trois sprints spéciaux et deux prix de la montagne (le premier, l'Alto Cerrito de troisième catégorie et l'Alto de La Alemana de deuxième catégorie) à affronter. La journée suscitait la curiosité des observateurs quant à la capacité de Yesid Albeiro Pira de défendre sa position. Dès le début de l'étape, les tentatives de fugue sont nombreuses, sans grands résultats, tant le peloton n'est pas disposé à laisser partir quiconque. Cependant certains insistent comme Bryan Gómez (SuperGiros) qui réussit à s'en extraire, le temps de passer en solitaire le premier sprint spécial (devant Cristhian Talero (Herrera Sport) et Óscar Quiroz (Colombia Tierra de Atletas - GW Bicicletas)) et d'être absorbé. Cheminant vers le deuxième sprint spécial du jour, trois coureurs s'échappent : Nelson Soto (Colombia Tierra de Atletas), Bernardo Suaza (Team Medellín) et Camilo Castro (UAE Team Colombia (es)), qui passent dans cet ordre au sprint du km 82,6. Passé ce prix, cinq coureurs se joignent aux trois échappés : Christofer Jurado (Panamá es Cultura y Valores), Heberth Gutiérrez (UAE Team Colombia), Bryan Gómez (SuperGiros), Fredd Matute (Herrera Sport) et Jhon Iguavita (Soñando Colombia), laissant en tête de la course un groupe de huit hommes. Au km 103,7 de course est placé le troisième et dernier sprint spécial de la journée, où Soto règle Gómez et Matute (Nelson Soto conservant ainsi sa première place au classement par points que Bryan Gómez lui avait subtilisé après le premier sprint spécial). Bien que toujours restés sous le contrôle du Team Medellín et des Orgullo Paisa, les échappés obtiennent un avantage supérieur à la minute, qu'ils maintiennent dans l'ascension du premier col du jour, l'Alto Cerrito. Au km 115, c'est Suaza qui franchit la difficulté en premier, devant Castro et Iguavita. Mais dans les deux premiers kilomètres de l'ascension du second col de la journée, l'Alto de La Alemana, les fugueurs sont neutralisés par le peloton, qui s'approche d'un terrain favorable pour déstabiliser le leader. Yesid Pira doit se défendre lui-même face aux attaques des favoris qui le harcèlent (n'ayant plus d'équipier pour l'aider). Les EPM-Scott avec Aldemar Reyes et Freddy Montaña et les Orgullo Paisa avec Alexander Gil et Sebastián Castaño multiplient les actions offensives, au point que le Team Medellín se voit contraint de réagir. L'Antioqueño José Tito Hernández (Team Medellín), qui connait parfaitement le secteur pour s'être imposé dans cette localité l'année précédente, franchit en tête l'ultime trophée des grimpeurs du jour, devant Aldemar Reyes et Alexander Gil. Les cinq derniers kilomètres sont tendus. Aldemar Reyes, à moins de trois kilomètres de la ligne, s'enfuit en solitaire. Il s'octroie la victoire par une marge des plus étroites sur José Tito Hernández. Reyes obtient ainsi la première victoire pour la formation de Raúl et Gabriel Jaime Mesa dans cette 71e édition de la Vuelta a Colombia. En effet, Hernández l'a rejoint dans les derniers mètres sans toutefois pouvoir le dépasser. Il termine deuxième. Alexander Gil, autre grand protagoniste du jour, arrive troisième à cinq secondes. Le bénéfice pour Hernández et Gil de cette journée est le gain, respectivement, de dix-huit et onze secondes sur Pira (avec les bonifications). Ce qui leur fait accéder au deuxième et troisième rangs du classement général provisoire. Bien qu'il soit obligé de laisser de précieuses secondes à ses rivaux, Yesid Pira se maintient au sommet de la hiérarchie en défendant valeureusement sa position,.

### 6eétape
Brayan Sánchez remporte sa seconde étape tandis que Juan Pablo Suárez prend la tête du classement général.
| \| Classement de l'étape \| Classement de l'étape \| Classement de l'étape \| Classement de l'étape \| Classement de l'étape \| \| Coureur \| Coureur \| Pays \| Équipe \| Temps \| \| --------------------- \| --------------------- \| --------------------- \| ---------------------------------------- \| --------------------- \| \| 1er \| Brayan Sánchez \| Colombie \| Medellín-EPM \| 41 min 45 s \| \| 2e \| Óscar Sevilla \| Espagne \| Medellín-EPM \| + 6 s \| \| 3e \| Aldemar Reyes \| Colombie \| EPM-Scott \| + 8 s \| \| 4e \| Aristóbulo Cala \| Colombie \| Sundark Arawak \| + 13 s \| \| 5e \| Fabio Duarte \| Colombie \| Medellín-EPM \| + 17 s \| \| 6e \| Juan Pablo Suárez \| Colombie \| EPM-Scott \| + 22 s \| \| 7e \| José Tito Hernández \| Colombie \| Medellín-EPM \| + 29 s \| \| 8e \| George Tibaquirá \| Colombie \| Sundark Arawak \| + 30 s \| \| 9e \| Alexander Gil \| Colombie \| Idea-Antioqueño-Lotería de Medellín \| + 48 s \| \| 10e \| Didier Merchán \| Colombie \| Colombia Tierra de Atletas-GW Bicicletas \| + 54 s \| |                     |          |                                          |             |
| |                     |          |                                          |             |
| Source : ProCyclingStats |                     |          |                                          |             |
| Classement de l'étape |                     |          |                                          |             |
| Coureur | Coureur             | Pays     | Équipe                                   | Temps       |
| 1er | Brayan Sánchez      | Colombie | Medellín-EPM                             | 41 min 45 s |
| 2e | Óscar Sevilla       | Espagne  | Medellín-EPM                             | + 6 s       |
| 3e | Aldemar Reyes       | Colombie | EPM-Scott                                | + 8 s       |
| 4e | Aristóbulo Cala     | Colombie | Sundark Arawak                           | + 13 s      |
| 5e | Fabio Duarte        | Colombie | Medellín-EPM                             | + 17 s      |
| 6e | Juan Pablo Suárez   | Colombie | EPM-Scott                                | + 22 s      |
| 7e | José Tito Hernández | Colombie | Medellín-EPM                             | + 29 s      |
| 8e | George Tibaquirá    | Colombie | Sundark Arawak                           | + 30 s      |
| 9e | Alexander Gil       | Colombie | Idea-Antioqueño-Lotería de Medellín      | + 48 s      |
| 10e | Didier Merchán      | Colombie | Colombia Tierra de Atletas-GW Bicicletas | + 54 s      |

| \| Classement général \| Classement général \| Classement général \| Classement général \| Classement général \| \| Coureur \| Coureur \| Pays \| Équipe \| Temps \| \| ------------------ \| ------------------- \| ------------------ \| ----------------------------------- \| ------------------ \| \| 1er \| Juan Pablo Suárez \| Colombie \| EPM-Scott \| 19 h 25 min 22 s \| \| 2e \| José Tito Hernández \| Colombie \| Medellín-EPM \| + 0 s \| \| 3e \| Yesid Pira \| Colombie \| Liro-Alcaldía de La Vega \| + 9 s \| \| 4e \| Alexander Gil \| Colombie \| Idea-Antioqueño-Lotería de Medellín \| + 25 s \| \| 5e \| Aldemar Reyes \| Colombie \| EPM-Scott \| + 37 s \| \| 6e \| Óscar Sevilla \| Espagne \| Medellín-EPM \| + 50 s \| \| 7e \| Aristóbulo Cala \| Colombie \| Sundark Arawak \| + 1 min 20 s \| \| 8e \| Didier Chaparro \| Colombie \| Supergiros-Alcaldía de Manizales \| + 1 min 33 s \| \| 9e \| Danny Osorio \| Colombie \| Idea-Antioqueño-Lotería de Medellín \| + 2 min 32 s \| \| 10e \| Freddy Montaña \| Colombie \| EPM-Scott \| + 2 min 38 s \| |                     |          |                                     |                  |
| |                     |          |                                     |                  |
| Source : ProCyclingStats |                     |          |                                     |                  |
| Classement général |                     |          |                                     |                  |
| Coureur | Coureur             | Pays     | Équipe                              | Temps            |
| 1er | Juan Pablo Suárez   | Colombie | EPM-Scott                           | 19 h 25 min 22 s |
| 2e | José Tito Hernández | Colombie | Medellín-EPM                        | + 0 s            |
| 3e | Yesid Pira          | Colombie | Liro-Alcaldía de La Vega            | + 9 s            |
| 4e | Alexander Gil       | Colombie | Idea-Antioqueño-Lotería de Medellín | + 25 s           |
| 5e | Aldemar Reyes       | Colombie | EPM-Scott                           | + 37 s           |
| 6e | Óscar Sevilla       | Espagne  | Medellín-EPM                        | + 50 s           |
| 7e | Aristóbulo Cala     | Colombie | Sundark Arawak                      | + 1 min 20 s     |
| 8e | Didier Chaparro     | Colombie | Supergiros-Alcaldía de Manizales    | + 1 min 33 s     |
| 9e | Danny Osorio        | Colombie | Idea-Antioqueño-Lotería de Medellín | + 2 min 32 s     |
| 10e | Freddy Montaña      | Colombie | EPM-Scott                           | + 2 min 38 s     |

L'Antioqueño Brayan Sánchez (Team Medellín) remporte le contre-la-montre individuel qui permet à un autre Antioqueño Juan Pablo Suárez (EPM - Scott) de devenir leader de la compétition.

La sixième étape, une cronoescalada (un contre-la-montre en côte) de 19,8 kilomètres entre le siège de Cenicafé à Chinchiná et l'observatoire de la Torre de Chipre (es) à Manizales, était attendue comme spectaculaire et décisive pour la lutte entre les favoris pour le titre, après la victoire de Yesid Pira (Alcaldía de La Vega) à l'Alto de La Línea (es) et le temps récupéré par José Tito Hernández (Team Medellín) et Alexander Gil (Orgullo Paisa), la veille. Le premier à s'élancer, sur les 147 coureurs encore présent dans la compétition, est Sebastián Lesmes (Team Recapi-Llaneros). Johan Prieto (Cundinamarca-Néctar) est le premier compétiteur à rester de nombreuses minutes avec le meilleur temps provisoire, après avoir réalisé 44 min 40 s. Puis, franchit la ligne le cundinamarqués Fabio Duarte (Team Medellín), qui, en 42 min 2 s, le déloge de la première place. Aucun des coureurs qui se succèdent ne réussit à battre le temps du coureur de José Julián Velásquez. Seul Jhonatan Chaves (UAE Team Colombia (es)) s'en approche avec un chrono de 44 min 31 s. Puis ce sont les concurrents Diego Soracá (EBSA) et Adrián Bustamante (EPM-Scott) qui frisent le "chrono" accompli par Duarte. Ce dernier, leader provisoire, doit attendre l'arrivée de Brayan Sánchez, qui avait déjà réalisé le meilleur résultat au temps intermédiaire, pour être éjecté de sa position préférentielle. Sánchez effectue le parcours en 41 min 45 s. Les concurrents suivants ne réussiront pas à battre le temps de Naranjito. Son leader Óscar Sevilla (41 min 51 s) et le coureur de l'équipe Sundark Arawak Aristóbulo Cala (41 min 58 s) néanmoins s'en approchent. Ils termineront deuxième et quatrième de l'étape. Sur les cinq derniers concurrents à s'élancer, le plus proche est le Boyacense Aldemar Reyes (EPM-Scott), avec 41 min 53 s (il finira troisième). Le coureur du Team Medellín peut ainsi célébrer sa seconde victoire d'étape dans cette Vuelta a Colombia UCI 2.2. Juan Pablo Suárez termine sixième à vingt-deux secondes de Sánchez, ce qui lui permet de prendre la tête du classement général. En 19 h 25 min 22 s, il est à égalité de temps avec un autre Antioqueño José Tito Hernández (Team Medellín), mais pour vingt-neuf centièmes, Suárez endosse le maillot orange de leader. Yesid Pira peut être considéré comme l'autre vainqueur du jour. Même s'il ne trouve le rythme nécessaire lors de la première partie de l'étape et qu'il y perde de précieuses secondes, il cède certes sa première place au classement général mais dilapide moins de temps qu'envisagé lors de ce contre-la-montre. Pira est désormais troisième à neuf secondes,,.

### 7eétape
Robinson Chalapud remporte l'étape en solitaire alors que Juan Pablo Suárez conserve la tête du classement général.
| \| Classement de l'étape \| Classement de l'étape \| Classement de l'étape \| Classement de l'étape \| Classement de l'étape \| \| Coureur \| Coureur \| Pays \| Équipe \| Temps \| \| --------------------- \| --------------------- \| --------------------- \| ---------------------------------------- \| --------------------- \| \| 1er \| Robinson Chalapud \| Colombie \| Medellín-EPM \| 3 h 05 min 37 s \| \| 2e \| George Tibaquirá \| Colombie \| Sundark Arawak \| + 2 min 47 s \| \| 3e \| Camilo Castro \| Colombie \| UAE Team Colombia \| + 2 min 53 s \| \| 4e \| Óscar Sevilla \| Espagne \| Medellín-EPM \| + 2 min 53 s \| \| 5e \| Alexander Gil \| Colombie \| Idea-Antioqueño-Lotería de Medellín \| + 2 min 53 s \| \| 6e \| Aldemar Reyes \| Colombie \| EPM-Scott \| + 2 min 53 s \| \| 7e \| Yonathan Eugenio \| Colombie \| EBSA Empresa de Energía Boyacá \| + 2 min 53 s \| \| 8e \| Darwin Atapuma \| Colombie \| Colombia Tierra de Atletas-GW Bicicletas \| + 2 min 53 s \| \| 9e \| Juan Pablo Suárez \| Colombie \| EPM-Scott \| + 2 min 53 s \| \| 10e \| José Tito Hernández \| Colombie \| Medellín-EPM \| + 2 min 53 s \| |                     |          |                                          |                 |
| |                     |          |                                          |                 |
| Source : ProCyclingStats |                     |          |                                          |                 |
| Classement de l'étape |                     |          |                                          |                 |
| Coureur | Coureur             | Pays     | Équipe                                   | Temps           |
| 1er | Robinson Chalapud   | Colombie | Medellín-EPM                             | 3 h 05 min 37 s |
| 2e | George Tibaquirá    | Colombie | Sundark Arawak                           | + 2 min 47 s    |
| 3e | Camilo Castro       | Colombie | UAE Team Colombia                        | + 2 min 53 s    |
| 4e | Óscar Sevilla       | Espagne  | Medellín-EPM                             | + 2 min 53 s    |
| 5e | Alexander Gil       | Colombie | Idea-Antioqueño-Lotería de Medellín      | + 2 min 53 s    |
| 6e | Aldemar Reyes       | Colombie | EPM-Scott                                | + 2 min 53 s    |
| 7e | Yonathan Eugenio    | Colombie | EBSA Empresa de Energía Boyacá           | + 2 min 53 s    |
| 8e | Darwin Atapuma      | Colombie | Colombia Tierra de Atletas-GW Bicicletas | + 2 min 53 s    |
| 9e | Juan Pablo Suárez   | Colombie | EPM-Scott                                | + 2 min 53 s    |
| 10e | José Tito Hernández | Colombie | Medellín-EPM                             | + 2 min 53 s    |

| \| Classement général \| Classement général \| Classement général \| Classement général \| Classement général \| \| Coureur \| Coureur \| Pays \| Équipe \| Temps \| \| ------------------ \| ------------------- \| ------------------ \| ---------------------------------------- \| ------------------ \| \| 1er \| Juan Pablo Suárez \| Colombie \| EPM-Scott \| 22 h 33 min 52 s \| \| 2e \| José Tito Hernández \| Colombie \| Medellín-EPM \| + 0 s \| \| 3e \| Yesid Pira \| Colombie \| Liro-Alcaldía de La Vega \| + 9 s \| \| 4e \| Alexander Gil \| Colombie \| Idea-Antioqueño-Lotería de Medellín \| + 25 s \| \| 5e \| Aldemar Reyes \| Colombie \| EPM-Scott \| + 37 s \| \| 6e \| Óscar Sevilla \| Espagne \| Medellín-EPM \| + 50 s \| \| 7e \| Aristóbulo Cala \| Colombie \| Sundark Arawak \| + 1 min 20 s \| \| 8e \| Danny Osorio \| Colombie \| Idea-Antioqueño-Lotería de Medellín \| + 2 min 32 s \| \| 9e \| Freddy Montaña \| Colombie \| EPM-Scott \| + 2 min 56 s \| \| 10e \| Hernán Aguirre \| Colombie \| Colombia Tierra de Atletas-GW Bicicletas \| + 4 min 46 s \| |                     |          |                                          |                  |
| |                     |          |                                          |                  |
| Source : ProCyclingStats |                     |          |                                          |                  |
| Classement général |                     |          |                                          |                  |
| Coureur | Coureur             | Pays     | Équipe                                   | Temps            |
| 1er | Juan Pablo Suárez   | Colombie | EPM-Scott                                | 22 h 33 min 52 s |
| 2e | José Tito Hernández | Colombie | Medellín-EPM                             | + 0 s            |
| 3e | Yesid Pira          | Colombie | Liro-Alcaldía de La Vega                 | + 9 s            |
| 4e | Alexander Gil       | Colombie | Idea-Antioqueño-Lotería de Medellín      | + 25 s           |
| 5e | Aldemar Reyes       | Colombie | EPM-Scott                                | + 37 s           |
| 6e | Óscar Sevilla       | Espagne  | Medellín-EPM                             | + 50 s           |
| 7e | Aristóbulo Cala     | Colombie | Sundark Arawak                           | + 1 min 20 s     |
| 8e | Danny Osorio        | Colombie | Idea-Antioqueño-Lotería de Medellín      | + 2 min 32 s     |
| 9e | Freddy Montaña      | Colombie | EPM-Scott                                | + 2 min 56 s     |
| 10e | Hernán Aguirre      | Colombie | Colombia Tierra de Atletas-GW Bicicletas | + 4 min 46 s     |

Une descente magistrale du Páramo de Letras (es) donne la victoire au Nariñense Robinson Chalapud (Team Medellín) dans la municipalité tolimense de Mariquita, où l'Antioqueño Juan Pablo Suárez (EPM - Scott) garde le maillot orange de leader.

La septième étape se dispute entre la ville de Manizales et la localité de Mariquita, sur un tracé de 118,8 kilomètres avec le col mythique de l'Alto de Letras (es) (classé en Hors catégorie). Les concurrents doivent affronter dès les premières minutes cette ascension de près de trente deux kilomètres, pour une pente moyenne de 5,7 %, les amenant à 3 711 mètres d'altitude, avant une longue descente vers l'arrivée,. L'étape voit partir le peloton sur un bon rythme, qui quasiment dès le départ affronte l'ascension de Letras. Rapidement des hommes intéressés par la victoire d'étape s'échappent du groupe principal. Brayan Sánchez (Team Medellín), Didier Merchán (Colombia Tierra de Atletas - GW Bicicletas) et Diego Soracá (EBSA) sont en tête de la course pendant quelques minutes avant de recevoir le renfort de Robinson Chalapud, Javier Jamaica (UAE Team Colombia (es)), Hernán Aguirre et Omar Mendoza (Colombia Tierra de Atletas), Germán Chaves (EPM-Scott), Sebastián Castaño et Salvador Moreno (Aguardiente Antioqueño), Robinson Ortega (nl) (Sundark), Yeison Rincón (SuperGiros) et Yecid Sierra (Cundinamarca-Néctar). Ce groupe important d'échappés commande la course dans l'ascension de l'Alto de Letras, même si chemin faisant il perd des unités. Ainsi nombreux sont décramponnés pour être absorbés par le peloton. Ce dernier subit les attaques de Yesid Pira (Alcaldía de La Vega), qui tente plusieurs fois de s'échapper et qui doit être contrôlé, poussant même le leader Suárez à réagir. Le groupe de fugueurs se désintègre et seuls restent en pointe Chalapud, Aguirre et Ortega. Même si ce dernier lâche au sommet du Páramo de Letras. Hernán Aguirre franchit le col en tête, suivi de Chalapud. Ce duo s'élance dans le schuss vertigineux. Grâce à son habileté dans les descentes, Robinson Chalapud se retrouve seul. Il entre dans Mariquita en vainqueur. Chalapud offre la quatrième victoire d'étape à la formation antioqueña de José Julián Velásquez dans cette 71e édition du Tour de Colombie. 2 min 47 s plus tard George Tibaquirá (EBSA) franchit la ligne d'arrivée et à 2 min 53 s un groupe réduit avec tous les candidats au titre (Seul Didier Chaparro (SuperGiros) manque à l'appel car il a dû abandonner à la suite d'une chute dans la descente du col). Ce qui permet à Juan Pablo Suárez de se maintenir un jour de plus comme leader de la course.

### 8eétape
Darwin Atapuma remporte l'étape que met à profit José Tito Hernández pour s'octroyer la première place du classement général.
| \| Classement de l'étape \| Classement de l'étape \| Classement de l'étape \| Classement de l'étape \| Classement de l'étape \| \| Coureur \| Coureur \| Pays \| Équipe \| Temps \| \| --------------------- \| --------------------- \| --------------------- \| ---------------------------------------- \| --------------------- \| \| 1er \| Darwin Atapuma \| Colombie \| Colombia Tierra de Atletas-GW Bicicletas \| 4 h 18 min 21 s \| \| 2e \| Alexander Gil \| Colombie \| Idea-Antioqueño-Lotería de Medellín \| + 24 s \| \| 3e \| José Tito Hernández \| Colombie \| Medellín-EPM \| + 46 s \| \| 4e \| Aristóbulo Cala \| Colombie \| Sundark Arawak \| + 53 s \| \| 5e \| Heiner Parra \| Colombie \| Canel's-ZeroUno \| + 1 min 26 s \| \| 6e \| Danny Osorio \| Colombie \| Idea-Antioqueño-Lotería de Medellín \| + 1 min 44 s \| \| 7e \| Sebastián Castaño \| Colombie \| Idea-Antioqueño-Lotería de Medellín \| + 2 min 03 s \| \| 8e \| Juan Diego Guerrero \| Colombie \| Soñando Colombia \| + 2 min 29 s \| \| 9e \| Nicolás Sáenz \| Colombie \| Fundación Esteban Chaves \| + 4 min 11 s \| \| 10e \| Robinson Chalapud \| Colombie \| Medellín-EPM \| + 4 min 14 s \| |                     |          |                                          |                 |
| |                     |          |                                          |                 |
| Source : ProCyclingStats |                     |          |                                          |                 |
| Classement de l'étape |                     |          |                                          |                 |
| Coureur | Coureur             | Pays     | Équipe                                   | Temps           |
| 1er | Darwin Atapuma      | Colombie | Colombia Tierra de Atletas-GW Bicicletas | 4 h 18 min 21 s |
| 2e | Alexander Gil       | Colombie | Idea-Antioqueño-Lotería de Medellín      | + 24 s          |
| 3e | José Tito Hernández | Colombie | Medellín-EPM                             | + 46 s          |
| 4e | Aristóbulo Cala     | Colombie | Sundark Arawak                           | + 53 s          |
| 5e | Heiner Parra        | Colombie | Canel's-ZeroUno                          | + 1 min 26 s    |
| 6e | Danny Osorio        | Colombie | Idea-Antioqueño-Lotería de Medellín      | + 1 min 44 s    |
| 7e | Sebastián Castaño   | Colombie | Idea-Antioqueño-Lotería de Medellín      | + 2 min 03 s    |
| 8e | Juan Diego Guerrero | Colombie | Soñando Colombia                         | + 2 min 29 s    |
| 9e | Nicolás Sáenz       | Colombie | Fundación Esteban Chaves                 | + 4 min 11 s    |
| 10e | Robinson Chalapud   | Colombie | Medellín-EPM                             | + 4 min 14 s    |

| \| Classement général \| Classement général \| Classement général \| Classement général \| Classement général \| \| Coureur \| Coureur \| Pays \| Équipe \| Temps \| \| ------------------ \| ------------------- \| ------------------ \| ---------------------------------------- \| ------------------ \| \| 1er \| José Tito Hernández \| Colombie \| Medellín-EPM \| 26 h 52 min 55 s \| \| 2e \| Alexander Gil \| Colombie \| Idea-Antioqueño-Lotería de Medellín \| + 1 s \| \| 3e \| Aristóbulo Cala \| Colombie \| Sundark Arawak \| + 1 min 30 s \| \| 4e \| Danny Osorio \| Colombie \| Idea-Antioqueño-Lotería de Medellín \| + 3 min 34 s \| \| 5e \| Juan Pablo Suárez \| Colombie \| EPM-Scott \| + 4 min 47 s \| \| 6e \| Yesid Pira \| Colombie \| Liro-Alcaldía de La Vega \| + 4 min 56 s \| \| 7e \| Aldemar Reyes \| Colombie \| EPM-Scott \| + 5 min 24 s \| \| 8e \| Darwin Atapuma \| Colombie \| Colombia Tierra de Atletas-GW Bicicletas \| + 6 min 02 s \| \| 9e \| Óscar Sevilla \| Espagne \| Medellín-EPM \| + 6 min 20 s \| \| 10e \| Heiner Parra \| Colombie \| Canel's-ZeroUno \| + 8 min 19 s \| |                     |          |                                          |                  |
| |                     |          |                                          |                  |
| Source : ProCyclingStats |                     |          |                                          |                  |
| Classement général |                     |          |                                          |                  |
| Coureur | Coureur             | Pays     | Équipe                                   | Temps            |
| 1er | José Tito Hernández | Colombie | Medellín-EPM                             | 26 h 52 min 55 s |
| 2e | Alexander Gil       | Colombie | Idea-Antioqueño-Lotería de Medellín      | + 1 s            |
| 3e | Aristóbulo Cala     | Colombie | Sundark Arawak                           | + 1 min 30 s     |
| 4e | Danny Osorio        | Colombie | Idea-Antioqueño-Lotería de Medellín      | + 3 min 34 s     |
| 5e | Juan Pablo Suárez   | Colombie | EPM-Scott                                | + 4 min 47 s     |
| 6e | Yesid Pira          | Colombie | Liro-Alcaldía de La Vega                 | + 4 min 56 s     |
| 7e | Aldemar Reyes       | Colombie | EPM-Scott                                | + 5 min 24 s     |
| 8e | Darwin Atapuma      | Colombie | Colombia Tierra de Atletas-GW Bicicletas | + 6 min 02 s     |
| 9e | Óscar Sevilla       | Espagne  | Medellín-EPM                             | + 6 min 20 s     |
| 10e | Heiner Parra        | Colombie | Canel's-ZeroUno                          | + 8 min 19 s     |

La journée se conclut par une nouvelle victoire pour le département de Nariño, grâce à Darwin Atapuma (Colombia Tierra de Atletas - GW Bicicletas) qui s'impose en solitaire au sommet de l'Alto del Vino (es). Alors que José Tito Hernández (Team Medellín) se vêt du maillot orange de leader de la course.

L'étape du jour est considérée comme la journée la plus exigeante de la compétition. Sur un parcours long de 140,4 kilomètres qui mène les coureurs de Mariquita à une altitude de 2 808 mètres, au sommet de l'Alto del Vino (classé en Hors catégorie), dans le département de Cundinamarca. Auparavant, il leur faudra escalader deux cols de première catégorie, l'Alto de La Mona (km 44,9) et l'Alto del Trigo (km 68,6). La huitième étape débute, pour le peloton de 133 rescapés, sur un rythme soutenu. En raison, notamment, du premier sprint spécial, placé au km 17,6, et qui voit Ignacio Prado (Canel's) disposer de Steven Cuesta (Sundark) et de Bryan Gómez (SuperGiros). Quelques kilomètres plus loin, plusieurs coureurs prennent le large. Ils forment une échappée d'environ dix-huit coureurs avec des hommes comme Robinson Chalapud, Róbigzon Oyola et Bernardo Suaza (Team Medellín), Efrén Santos (Canel's), Franklin Archibold (Panamá es Cultura y Valores), Didier Merchán et Hernán Aguirre (Colombia Tierra de Atletas), Adrián Bustamante (EPM - Scott), Sebastián Castaño (Aguardiente Antioqueño), Juan Pablo Vallejo (UAE Team Colombia (es)), Yeison Rincón et Javier González (SuperGiros), Aristóbulo Cala et Robinson Ortega (nl) (Sundark), Carlos Parra (EBSA), Yeisson Quetama (Herrera Sport), José Serpa (Team Cartagena) et Jahir Pérez (Soñando Colombia), à qui s'ajoutent plus tard Brayan Sánchez (Team Medellín) et Salvador Moreno (Aguardiente Antioqueño). Cet important groupe se maintient en tête, obtenant un écart suffisant avec le peloton pour se disputer les prix intermédiaires sur sa route. Ainsi le premier prix de la montagne, situé au Alto de La Mona est pour Sánchez, suivi de Aguirre et de son coéquipier Oyola. Quelques kilomètres plus en avant, le deuxième sprint spécial est pour Oyola, devant Parra et Sánchez. L'échappée vient à manquer de coureurs, puisque, cheminant vers le deuxième col du jour, l'Alto del Trigo, seuls restent en tête Chalapud, Castaño et Suaza. Ce dernier s'isolant pour rester le dernier représentant de la fugue. Il passe en tête au sommet, devant Sánchez et Aguirre. Bernardo s'impose aussi dans le dernier sprint bonification, où passe après lui Sánchez et Cala. En direction de l'Alto del Vino, Suaza est neutralisé par le peloton, qui est immédiatement attaqué par des hommes importants au classement général, comme Óscar Sevilla (Team Medellín), qui s'enfuit avec son coéquipier Chalapud, Darwin Atapuma, Danny Osorio (Aguardiente Antioqueño), Aldemar Reyes (EPM-Scott) et encore une fois Cala. Sevilla lâche et laisse en tête de la course Atapuma, Osorio et Cala, qui reçoivent la compagnie de l'Antioqueño Alexander Gil (Aguardiente Antioqueño). Les quatre échappés impriment un rythme élevé qui leur permettent d'obtenir plus de deux minutes d'avance sur le groupe principal. Où se joue une véritable bataille entre favoris. Tito Hernández part seul, et le leader provisoire Juan Pablo Suárez (EPM-Scott) ne peut le suivre. Tandis que Yesid Pira (Alcaldía de La Vega) reste dans sa roue. Les fugueurs augmentent leur avance et Gil devient leader virtuel de la course. Dans les derniers kilomètres, Osorio et Cala se font lâcher, Gil attaque, mais Atapuma le suit puis prend le large pour arriver en solitaire sur la ligne d'arrivée et gagner l'étape. Après l'arrivée de Gil, qui semble être le nouveau maillot orange de la course, Tito Hernández arrive vingt-deux secondes plus tard, en troisième position. Pour un écart de seulement une seconde avec Alexander Gil, l'homme de José Julián Velásquez prend la tête du classement général, lui qui en était si près depuis plusieurs jours. Juan Pablo Suárez et Yesid Pira franchissent la ligne d'arrivée avec plus de cinq minutes de retard sur Atapuma ; Óscar Sevilla avec plus de six minutes. Trente et un coureurs sont repêchés par le jury des commissaires mais perdent les points qu'ils ont engrangés depuis le début de l'épreuve dans les différents classements annexes. Ainsi Steven Cuesta, repêché, perd la tête du classement des sprints spéciaux.

### 9eétape
Óscar Quiroz s'impose dans l'ultime étape tandis que José Tito Hernández remporte son premier Tour de Colombie.
| \| Classement de l'étape \| Classement de l'étape \| Classement de l'étape \| Classement de l'étape \| Classement de l'étape \| \| Coureur \| Coureur \| Pays \| Équipe \| Temps \| \| --------------------- \| --------------------- \| --------------------- \| ---------------------------------------- \| --------------------- \| \| 1er \| Óscar Quiroz \| Colombie \| Colombia Tierra de Atletas-GW Bicicletas \| 3 h 09 min 25 s \| \| 2e \| Juan Diego Hoyos \| Colombie \| Colnago CM Team \| + 0 s \| \| 3e \| Diego Ochoa \| Colombie \| EPM-Scott \| + 0 s \| \| 4e \| Yesid Pira \| Colombie \| Liro-Alcaldía de La Vega \| + 4 s \| \| 5e \| Andrés Mancipe \| Colombie \| Bicicletas Strongman-Relojes G Force \| + 6 s \| \| 6e \| Yonathan Eugenio \| Colombie \| EBSA Empresa de Energía Boyacá \| + 6 s \| \| 7e \| Walter Pedraza \| Colombie \| Team Cartagena-Liga de Bolívar \| + 6 s \| \| 8e \| Diego Benavides \| Colombie \| Sundark Arawak \| + 6 s \| \| 9e \| Dubán Bobadilla \| Colombie \| Herrera Sport-Ropa Deportiva \| + 6 s \| \| 10e \| Cristian Tobar \| Colombie \| Gob. del Tolima-Tolima Es Pasión \| + 6 s \| |                  |          |                                          |                 |
| |                  |          |                                          |                 |
| Source : ProCyclingStats |                  |          |                                          |                 |
| Classement de l'étape |                  |          |                                          |                 |
| Coureur | Coureur          | Pays     | Équipe                                   | Temps           |
| 1er | Óscar Quiroz     | Colombie | Colombia Tierra de Atletas-GW Bicicletas | 3 h 09 min 25 s |
| 2e | Juan Diego Hoyos | Colombie | Colnago CM Team                          | + 0 s           |
| 3e | Diego Ochoa      | Colombie | EPM-Scott                                | + 0 s           |
| 4e | Yesid Pira       | Colombie | Liro-Alcaldía de La Vega                 | + 4 s           |
| 5e | Andrés Mancipe   | Colombie | Bicicletas Strongman-Relojes G Force     | + 6 s           |
| 6e | Yonathan Eugenio | Colombie | EBSA Empresa de Energía Boyacá           | + 6 s           |
| 7e | Walter Pedraza   | Colombie | Team Cartagena-Liga de Bolívar           | + 6 s           |
| 8e | Diego Benavides  | Colombie | Sundark Arawak                           | + 6 s           |
| 9e | Dubán Bobadilla  | Colombie | Herrera Sport-Ropa Deportiva             | + 6 s           |
| 10e | Cristian Tobar   | Colombie | Gob. del Tolima-Tolima Es Pasión         | + 6 s           |

Fin de compétition serrée pour cette 71e édition du Tour de Colombie avec la victoire de l'Antioqueño José Tito Hernández (Team Medellín), pour seulement deux secondes, sur son compatriote Alexander Gil (Aguardiente Antioqueño) qui n'a pu, malgré l'écart minime, le coiffer.

Pour la première fois depuis douze ans, Bogota est le théâtre de l'ultime étape du Tour national. Le départ et l'arrivée sont jugés au Parc National (es), au niveau de la Septième Avenue. Le circuit développe 10,6 kilomètres et est à parcourir dix fois. Dans les trois premiers tours, la formation Medellín exerce un contrôle serré sur le peloton, afin d'aller chercher la bonification et d'empêcher leurs adversaires de l'obtenir. Au troisième passage sur la ligne, se dispute le premier sprint spécial de la journée. Le vainqueur final de ce classement annexe, Ignacio Prado (Canel's), passe le premier. Il est suivi de Fabio Duarte (Team Medellín) et de son coéquipier et leader de la compétition José Tito Hernández. Tout le travail effectué y est récompensé car ce dernier avec la seconde de bonification récoltée double son avance sur son poursuivant immédiat Alexander Gil. Quelques coureurs veulent se montrer lors de cette ultime journée. Ainsi s'échappent du peloton et se projetent en tête de la course, des hommes comme Juan Diego Hoyos (Colnago), Óscar Quiroz (Colombia Tierra de Atletas - GW Bicicletas), Diego Ochoa (EPM - Scott), Diego Benavídes (Sundark), Segundo Navarrete (Movistar Ecuador), Walter Pedraza (Team Cartagena) et Camilo Castiblanco (Soñando Colombia). À ceux-ci s'ajoutent plus tard, Camilo Castro (UAE Team Colombia (es)), Yeison Rincón (SuperGiros), Yonathan Eugenio (EBSA), Andrés Mancipe (Bicistrongman), Cristian Tobar (Tolima Es Pasión), Dubán Bobadilla (Herrera Sport), Yesid Pira (Alcaldía de La Vega) et Elkin Goyeneche (Constru Zea). Ils forment alors l'échappée du jour. Au sixième tour se dispute le deuxième sprint, où s'impose Pedraza, devant Castiblanco et Rincón. Le peloton, où se retrouvent les candidats au titre, vit sa propre étape. Dans les derniers tours, les Orgullo Paisa multiplient les attaques forçant le Team Medellín à réagir. Dans le secteur le plus exigeant du tracé, Salvador Moreno et Sebastián Castaño créent un écart pour être un appui lorsqu'Alexander Gil attaque, mais l'équipe de Tito Hernández réplique immédiatement. Elle ne veut pas que Gil obtienne la moindre seconde de bonification ou creuse un écart suffisant pour détrôner leur équipier. Au neuvième tour, les échappés, qui ne sont plus que treize, disputent le troisième et dernier sprint du jour. Eugenio passe en tête, devant Pedraza et Castro. Ils entament alors le dernier tour de circuit. Dans un spectaculaire sprint à trois, le Nariñense Óscar Quiroz démontre ses capacités de sprinteur et s'impose, apportant la troisième victoire d'étape à son équipe (après Nelson Soto et Darwin Atapuma) et la troisième pour son département, après les succès de Robinson Chalapud et de Darwin Atapuma. Seulement trente-deux secondes après, le peloton franchit la ligne d'arrivée, avec le maillot orange et ses plus proches poursuivants en son sein. José Tito peut ainsi monter sur le podium recevoir le trophée, attestant qu'il est le nouveau vainqueur du Tour de Colombie,. Le rythme élevé de l'étape a provoqué un nombre important d'abandons et de coureurs hors délais puisque des 124 concurrents au départ seuls 89 sont classés, un peu plus de trois heures plus tard. Ainsi, dans les premiers tours, Darwin Atapuma (Colombia Tierra de Atletas-GW), vainqueur la veille, fait une chute et doit abandonner. Il en va de même pour le local de l'étape Javier Jamaica (Colnago).

## Classements finals

### Classement général
| \| Classement général \| Classement général \| Classement général \| Classement général \| Classement général \| \| Coureur \| Coureur \| Pays \| Équipe \| Temps \| \| ------------------ \| ------------------- \| ------------------ \| ----------------------------------- \| ------------------ \| \| 1er \| José Tito Hernández \| Colombie \| Medellín-EPM \| 30 h 02 min 51 s \| \| 2e \| Alexander Gil \| Colombie \| Idea-Antioqueño-Lotería de Medellín \| + 2 s \| \| 3e \| Aristóbulo Cala \| Colombie \| Sundark Arawak \| + 1 min 31 s \| \| 4e \| Danny Osorio \| Colombie \| Idea-Antioqueño-Lotería de Medellín \| + 3 min 35 s \| \| 5e \| Yesid Pira \| Colombie \| Liro-Alcaldía de La Vega \| + 4 min 29 s \| \| 6e \| Juan Pablo Suárez \| Colombie \| EPM-Scott \| + 4 min 48 s \| \| 7e \| Aldemar Reyes \| Colombie \| EPM-Scott \| + 5 min 25 s \| \| 8e \| Óscar Sevilla \| Espagne \| Medellín-EPM \| + 6 min 21 s \| \| 9e \| Heiner Parra \| Colombie \| Canel's-ZeroUno \| + 8 min 20 s \| \| 10e \| Juan Diego Guerrero \| Colombie \| Soñando Colombia \| + 10 min 04 s \| |                     |          |                                     |                  |
| |                     |          |                                     |                  |
| Source : ProCyclingStats |                     |          |                                     |                  |
| Classement général |                     |          |                                     |                  |
| Coureur | Coureur             | Pays     | Équipe                              | Temps            |
| 1er | José Tito Hernández | Colombie | Medellín-EPM                        | 30 h 02 min 51 s |
| 2e | Alexander Gil       | Colombie | Idea-Antioqueño-Lotería de Medellín | + 2 s            |
| 3e | Aristóbulo Cala     | Colombie | Sundark Arawak                      | + 1 min 31 s     |
| 4e | Danny Osorio        | Colombie | Idea-Antioqueño-Lotería de Medellín | + 3 min 35 s     |
| 5e | Yesid Pira          | Colombie | Liro-Alcaldía de La Vega            | + 4 min 29 s     |
| 6e | Juan Pablo Suárez   | Colombie | EPM-Scott                           | + 4 min 48 s     |
| 7e | Aldemar Reyes       | Colombie | EPM-Scott                           | + 5 min 25 s     |
| 8e | Óscar Sevilla       | Espagne  | Medellín-EPM                        | + 6 min 21 s     |
| 9e | Heiner Parra        | Colombie | Canel's-ZeroUno                     | + 8 min 20 s     |
| 10e | Juan Diego Guerrero | Colombie | Soñando Colombia                    | + 10 min 04 s    |

| Classement par points | Classement par points | Classement par points | Classement par points               | Classement par points |
| Coureur               | Coureur               | Pays                  | Équipe                              | Points                |
| --------------------- | --------------------- | --------------------- | ----------------------------------- | --------------------- |
| 1er                   | Aldemar Reyes         | Colombie              | EPM-Scott                           | 49 pts                |
| 2e                    | Alexander Gil         | Colombie              | Idea-Antioqueño-Lotería de Medellín | 49 pts                |
| 3e                    | Óscar Sevilla         | Espagne               | Medellín-EPM                        | 48 pts                |
| 4e                    | José Tito Hernández   | Colombie              | Medellín-EPM                        | 46 pts                |
| 5e                    | Juan Pablo Suárez     | Colombie              | EPM-Scott                           | 36 pts                |
| 6e                    | Diego Ochoa           | Colombie              | EPM-Scott                           | 30 pts                |
| 7e                    | Brayan Sánchez        | Colombie              | Medellín-EPM                        | 29 pts                |
| 8e                    | Yesid Pira            | Colombie              | Liro-Alcaldía de La Vega            | 27 pts                |
| 9e                    | Aristóbulo Cala       | Colombie              | Sundark Arawak                      | 25 pts                |
| 10e                   | Ignacio Prado         | Mexique               | Canel's-ZeroUno                     | 24 pts                |

| Classement par points | Classement par points | Classement par points | Classement par points               | Classement par points |
| Coureur               | Coureur               | Pays                  | Équipe                              | Points                |
| --------------------- | --------------------- | --------------------- | ----------------------------------- | --------------------- |
| 1er                   | Aldemar Reyes         | Colombie              | EPM-Scott                           | 49 pts                |
| 2e                    | Alexander Gil         | Colombie              | Idea-Antioqueño-Lotería de Medellín | 49 pts                |
| 3e                    | Óscar Sevilla         | Espagne               | Medellín-EPM                        | 48 pts                |
| 4e                    | José Tito Hernández   | Colombie              | Medellín-EPM                        | 46 pts                |
| 5e                    | Juan Pablo Suárez     | Colombie              | EPM-Scott                           | 36 pts                |
| 6e                    | Diego Ochoa           | Colombie              | EPM-Scott                           | 30 pts                |
| 7e                    | Brayan Sánchez        | Colombie              | Medellín-EPM                        | 29 pts                |
| 8e                    | Yesid Pira            | Colombie              | Liro-Alcaldía de La Vega            | 27 pts                |
| 9e                    | Aristóbulo Cala       | Colombie              | Sundark Arawak                      | 25 pts                |
| 10e                   | Ignacio Prado         | Mexique               | Canel's-ZeroUno                     | 24 pts                |

| Classement de la montagne | Classement de la montagne | Classement de la montagne | Classement de la montagne                | Classement de la montagne |
| Coureur                   | Coureur                   | Pays                      | Équipe                                   | Points                    |
| ------------------------- | ------------------------- | ------------------------- | ---------------------------------------- | ------------------------- |
| 1er                       | Brayan Sánchez            | Colombie                  | Medellín-EPM                             | 36 pts                    |
| 2e                        | Hernán Aguirre            | Colombie                  | Colombia Tierra de Atletas-GW Bicicletas | 35 pts                    |
| 3e                        | Yesid Pira                | Colombie                  | Liro-Alcaldía de La Vega                 | 31 pts                    |
| 4e                        | José Tito Hernández       | Colombie                  | Medellín-EPM                             | 29 pts                    |
| 5e                        | Alexander Gil             | Colombie                  | Idea-Antioqueño-Lotería de Medellín      | 28 pts                    |
| 6e                        | Darwin Atapuma            | Colombie                  | Colombia Tierra de Atletas-GW Bicicletas | 20 pts                    |
| 7e                        | Juan Pablo Suárez         | Colombie                  | EPM-Scott                                | 19 pts                    |
| 8e                        | Aristóbulo Cala           | Colombie                  | Sundark Arawak                           | 18 pts                    |
| 9e                        | Robinson Chalapud         | Colombie                  | Medellín-EPM                             | 17 pts                    |
| 10e                       | Bernardo Suaza            | Colombie                  | Medellín-EPM                             | 14 pts                    |

| Classement de la montagne | Classement de la montagne | Classement de la montagne | Classement de la montagne                | Classement de la montagne |
| Coureur                   | Coureur                   | Pays                      | Équipe                                   | Points                    |
| ------------------------- | ------------------------- | ------------------------- | ---------------------------------------- | ------------------------- |
| 1er                       | Brayan Sánchez            | Colombie                  | Medellín-EPM                             | 36 pts                    |
| 2e                        | Hernán Aguirre            | Colombie                  | Colombia Tierra de Atletas-GW Bicicletas | 35 pts                    |
| 3e                        | Yesid Pira                | Colombie                  | Liro-Alcaldía de La Vega                 | 31 pts                    |
| 4e                        | José Tito Hernández       | Colombie                  | Medellín-EPM                             | 29 pts                    |
| 5e                        | Alexander Gil             | Colombie                  | Idea-Antioqueño-Lotería de Medellín      | 28 pts                    |
| 6e                        | Darwin Atapuma            | Colombie                  | Colombia Tierra de Atletas-GW Bicicletas | 20 pts                    |
| 7e                        | Juan Pablo Suárez         | Colombie                  | EPM-Scott                                | 19 pts                    |
| 8e                        | Aristóbulo Cala           | Colombie                  | Sundark Arawak                           | 18 pts                    |
| 9e                        | Robinson Chalapud         | Colombie                  | Medellín-EPM                             | 17 pts                    |
| 10e                       | Bernardo Suaza            | Colombie                  | Medellín-EPM                             | 14 pts                    |

| Classement des sprints | Classement des sprints | Classement des sprints | Classement des sprints                   | Classement des sprints |
| Coureur                | Coureur                | Pays                   | Équipe                                   | Points                 |
| ---------------------- | ---------------------- | ---------------------- | ---------------------------------------- | ---------------------- |
| 1er                    | Ignacio Prado          | Mexique                | Canel's-ZeroUno                          | 17 pts                 |
| 2e                     | José Serpa             | Colombie               | Team Cartagena-Liga de Bolívar           | 7 pts                  |
| 3e                     | Walter Pedraza         | Colombie               | Team Cartagena-Liga de Bolívar           | 5 pts                  |
| 4e                     | Bernardo Suaza         | Colombie               | Medellín-EPM                             | 5 pts                  |
| 5e                     | Juan Pablo Restrepo    | Colombie               | Colnago CM Team                          | 4 pts                  |
| 6e                     | Brayan Sánchez         | Colombie               | Medellín-EPM                             | 4 pts                  |
| 7e                     | Yonathan Eugenio       | Colombie               | EBSA Empresa de Energía Boyacá           | 3 pts                  |
| 8e                     | Róbigzon Oyola         | Colombie               | Medellín-EPM                             | 3 pts                  |
| 9e                     | Óscar Quiroz           | Colombie               | Colombia Tierra de Atletas-GW Bicicletas | 3 pts                  |
| 10e                    | Camilo Castiblanco     | Colombie               | Liro-Alcaldía de La Vega                 | 2 pts                  |

| Classement des sprints | Classement des sprints | Classement des sprints | Classement des sprints                   | Classement des sprints |
| Coureur                | Coureur                | Pays                   | Équipe                                   | Points                 |
| ---------------------- | ---------------------- | ---------------------- | ---------------------------------------- | ---------------------- |
| 1er                    | Ignacio Prado          | Mexique                | Canel's-ZeroUno                          | 17 pts                 |
| 2e                     | José Serpa             | Colombie               | Team Cartagena-Liga de Bolívar           | 7 pts                  |
| 3e                     | Walter Pedraza         | Colombie               | Team Cartagena-Liga de Bolívar           | 5 pts                  |
| 4e                     | Bernardo Suaza         | Colombie               | Medellín-EPM                             | 5 pts                  |
| 5e                     | Juan Pablo Restrepo    | Colombie               | Colnago CM Team                          | 4 pts                  |
| 6e                     | Brayan Sánchez         | Colombie               | Medellín-EPM                             | 4 pts                  |
| 7e                     | Yonathan Eugenio       | Colombie               | EBSA Empresa de Energía Boyacá           | 3 pts                  |
| 8e                     | Róbigzon Oyola         | Colombie               | Medellín-EPM                             | 3 pts                  |
| 9e                     | Óscar Quiroz           | Colombie               | Colombia Tierra de Atletas-GW Bicicletas | 3 pts                  |
| 10e                    | Camilo Castiblanco     | Colombie               | Liro-Alcaldía de La Vega                 | 2 pts                  |

| Classement du meilleur jeune | Classement du meilleur jeune | Classement du meilleur jeune | Classement du meilleur jeune         | Classement du meilleur jeune |
| Coureur                      | Coureur                      | Pays                         | Équipe                               | Temps                        |
| ---------------------------- | ---------------------------- | ---------------------------- | ------------------------------------ | ---------------------------- |
| 1er                          | Yesid Pira                   | Colombie                     | Liro-Alcaldía de La Vega             | 30 h 07 min 20 s             |
| 2e                           | Frank Flórez                 | Colombie                     | Bicicletas Strongman-Relojes G Force | + 36 min 48 s                |
| 3e                           | Camilo Castro                | Colombie                     | UAE Team Colombia                    | + 37 min 44 s                |
| 4e                           | Diego Benavides              | Colombie                     | Sundark Arawak                       | + 55 min 00 s                |
| 5e                           | Juan Pablo Vallejo Ríos      | Colombie                     | UAE Team Colombia                    | + 1 h 01 min 22 s            |
| 6e                           | Juan Pablo Restrepo          | Colombie                     | Colnago CM Team                      | + 1 h 02 min 05 s            |
| 7e                           | Andrés Mancipe               | Colombie                     | Bicicletas Strongman-Relojes G Force | + 1 h 03 min 24 s            |
| 8e                           | Brayan Obando                | Équateur                     | UAE Team Colombia                    | + 1 h 13 min 40 s            |
| 9e                           | Alejandro González           | Colombie                     | Ediciones Mar-Alcaldía Santana Irdet | + 1 h 15 min 51 s            |
| 10e                          | Cristian Rico                | Colombie                     | Bicicletas Strongman-Relojes G Force | + 1 h 29 min 02 s            |

| Classement du meilleur jeune | Classement du meilleur jeune | Classement du meilleur jeune | Classement du meilleur jeune         | Classement du meilleur jeune |
| Coureur                      | Coureur                      | Pays                         | Équipe                               | Temps                        |
| ---------------------------- | ---------------------------- | ---------------------------- | ------------------------------------ | ---------------------------- |
| 1er                          | Yesid Pira                   | Colombie                     | Liro-Alcaldía de La Vega             | 30 h 07 min 20 s             |
| 2e                           | Frank Flórez                 | Colombie                     | Bicicletas Strongman-Relojes G Force | + 36 min 48 s                |
| 3e                           | Camilo Castro                | Colombie                     | UAE Team Colombia                    | + 37 min 44 s                |
| 4e                           | Diego Benavides              | Colombie                     | Sundark Arawak                       | + 55 min 00 s                |
| 5e                           | Juan Pablo Vallejo Ríos      | Colombie                     | UAE Team Colombia                    | + 1 h 01 min 22 s            |
| 6e                           | Juan Pablo Restrepo          | Colombie                     | Colnago CM Team                      | + 1 h 02 min 05 s            |
| 7e                           | Andrés Mancipe               | Colombie                     | Bicicletas Strongman-Relojes G Force | + 1 h 03 min 24 s            |
| 8e                           | Brayan Obando                | Équateur                     | UAE Team Colombia                    | + 1 h 13 min 40 s            |
| 9e                           | Alejandro González           | Colombie                     | Ediciones Mar-Alcaldía Santana Irdet | + 1 h 15 min 51 s            |
| 10e                          | Cristian Rico                | Colombie                     | Bicicletas Strongman-Relojes G Force | + 1 h 29 min 02 s            |

### Classement par équipes
| Classement par équipes | Classement par équipes               | Classement par équipes | Classement par équipes |
| Équipe                 | Équipe                               | Pays                   | Temps                  |
| ---------------------- | ------------------------------------ | ---------------------- | ---------------------- |
| 1re                    | Medellín                             | Colombie               | 89 h 51 min 15 s       |
| 2e                     | Idea-Antioqueño-Lotería de Medellín  | Colombie               | + 1 min 10 s           |
| 3e                     | EPM-Scott                            | Colombie               | + 19 min 13 s          |
| 4e                     | Colombia Tierra de Atletas-GW        | Colombie               | + 29 min 02 s          |
| 5e                     | Sundark Arawak                       | Colombie               | + 1 h 10 min 54 s      |
| 6e                     | EBSA Empresa de Energía Boyacá       | Colombie               | + 1 h 18 min 56 s      |
| 7e                     | Soñando Colombia                     | Colombie               | + 1 h 25 min 45 s      |
| 8e                     | Canel's-ZeroUno                      | Mexique                | + 2 h 04 min 45 s      |
| 9e                     | Herrera Sport-Ropa Deportiva         | Colombie               | + 2 h 08 min 08 s      |
| 10e                    | Bicicletas Strongman-Relojes G Force | Colombie               | + 2 h 21 min 14 s      |

## Évolution des classements
| Étapes             | Vainqueur          | Classement général  | Classement par points | Classement de la montagne | Classement des sprints spéciaux | Classement du meilleur jeune | Classement des néophytes | Classement par équipes |
| ------------------ | ------------------ | ------------------- | --------------------- | ------------------------- | ------------------------------- | ---------------------------- | ------------------------ | ---------------------- |
| Prologue           | Óscar Sevilla      | Óscar Sevilla       | Fabio Duarte          | Bryan Gómez               | Daniel Jaramillo                | Rafael Pineda                | Heberth Gutiérrez        | Non-décerné            |
| 1re étape          | Nelson Soto        | Óscar Sevilla       | Nelson Soto           | Ignacio Prado             | Steven Cuesta                   | Rafael Pineda                | Julián Osorio            | EPM-Scott              |
| 2e étape           | Carlos Chía        | Bryan Gómez         | Carlos Chía           | Dubán Bobadilla           | Steven Cuesta                   | Rafael Pineda                | Carlos Andrés Romero     | EPM-Scott              |
| 3e étape           | Brayan Sánchez     | Óscar Sevilla       | Nelson Soto           | Yesid Pira                | Steven Cuesta                   | Rafael Pineda                | Didier Merchán           | EPM-Scott              |
| 4e étape           | Yesid Pira         | Yesid Pira          | Nelson Soto           | Yesid Pira                | Steven Cuesta                   | Yesid Pira                   | Yesid Pira               | EPM-Scott              |
| 5e étape           | Aldemar Reyes      | Yesid Pira          | Nelson Soto           | Yesid Pira                | Steven Cuesta                   | Yesid Pira                   | Yesid Pira               | EPM-Scott              |
| 6e étape           | Brayan Sánchez     | Juan Pablo Suárez   | Aldemar Reyes         | Yesid Pira                | Steven Cuesta                   | Yesid Pira                   | Yesid Pira               | EPM-Scott              |
| 7e étape           | Robinson Chalapud  | Juan Pablo Suárez   | Aldemar Reyes         | Yesid Pira                | Steven Cuesta                   | Yesid Pira                   | Yesid Pira               | Medellín               |
| 8e étape           | Darwin Atapuma     | José Tito Hernández | Aldemar Reyes         | Brayan Sánchez            | Ignacio Prado                   | Yesid Pira                   | Yesid Pira               | Medellín               |
| 9e étape           | Óscar Quiroz       | José Tito Hernández | Aldemar Reyes         | Brayan Sánchez            | Ignacio Prado                   | Yesid Pira                   | Yesid Pira               | Medellín               |
| Classements finals | Classements finals | José Tito Hernández | Aldemar Reyes         | Brayan Sánchez            | Ignacio Prado                   | Yesid Pira                   | Yesid Pira               | Medellín               |